# 広島市への原子爆弾投下
- 核爆弾 > 原子爆弾 > リトルボーイ > 広島市への原子爆弾投下
- 戦略爆撃 > 日本本土空襲 > 広島市への原子爆弾投下
- 第二次世界大戦 > 太平洋戦争 > 日本本土の戦い > 日本本土空襲 > 広島市への原子爆弾投下
- 日本への原子爆弾投下 > 広島市への原子爆弾投下

広島市への原子爆弾投下（）は、第二次世界大戦（太平洋戦争）末期の1945年（昭和20年）8月6日（月曜日）、日本時間午前8時15分、連合国のアメリカ合衆国が、枢軸国の日本の広島県広島市に対して原子爆弾「リトルボーイ」を実戦で使用した出来事である。

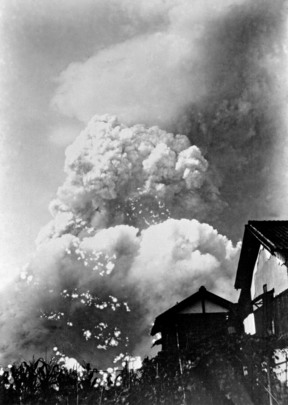
1945年8月6日午前8時17分、原爆の炸裂から約2分後のキノコ雲。撮影場所は爆心地から7 km離れた安佐郡古市町の神田橋付近。広島市衛生課のレントゲン技師・松重三男撮影。

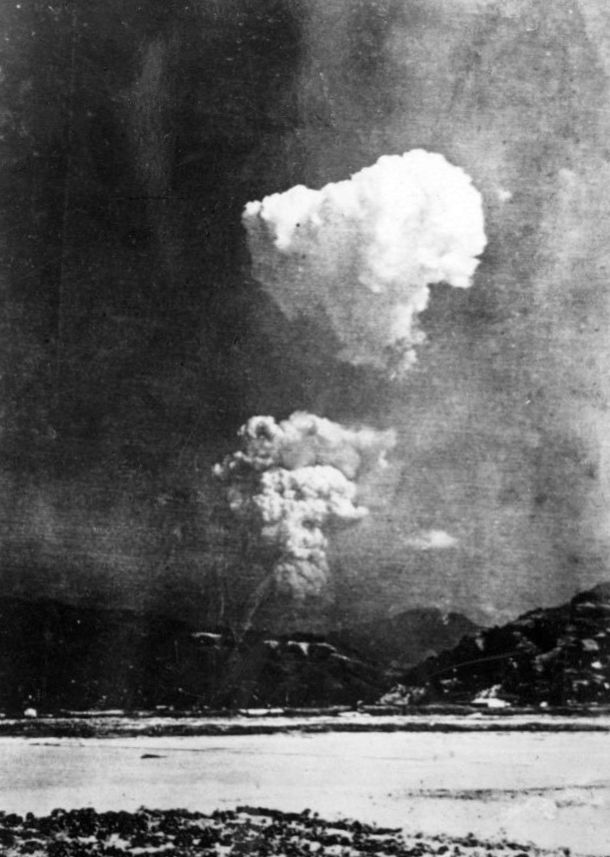
炸裂から20〜30分後のキノコ雲。爆心地から約10km離れた安芸郡海田町の陸軍需品廠より撮影。

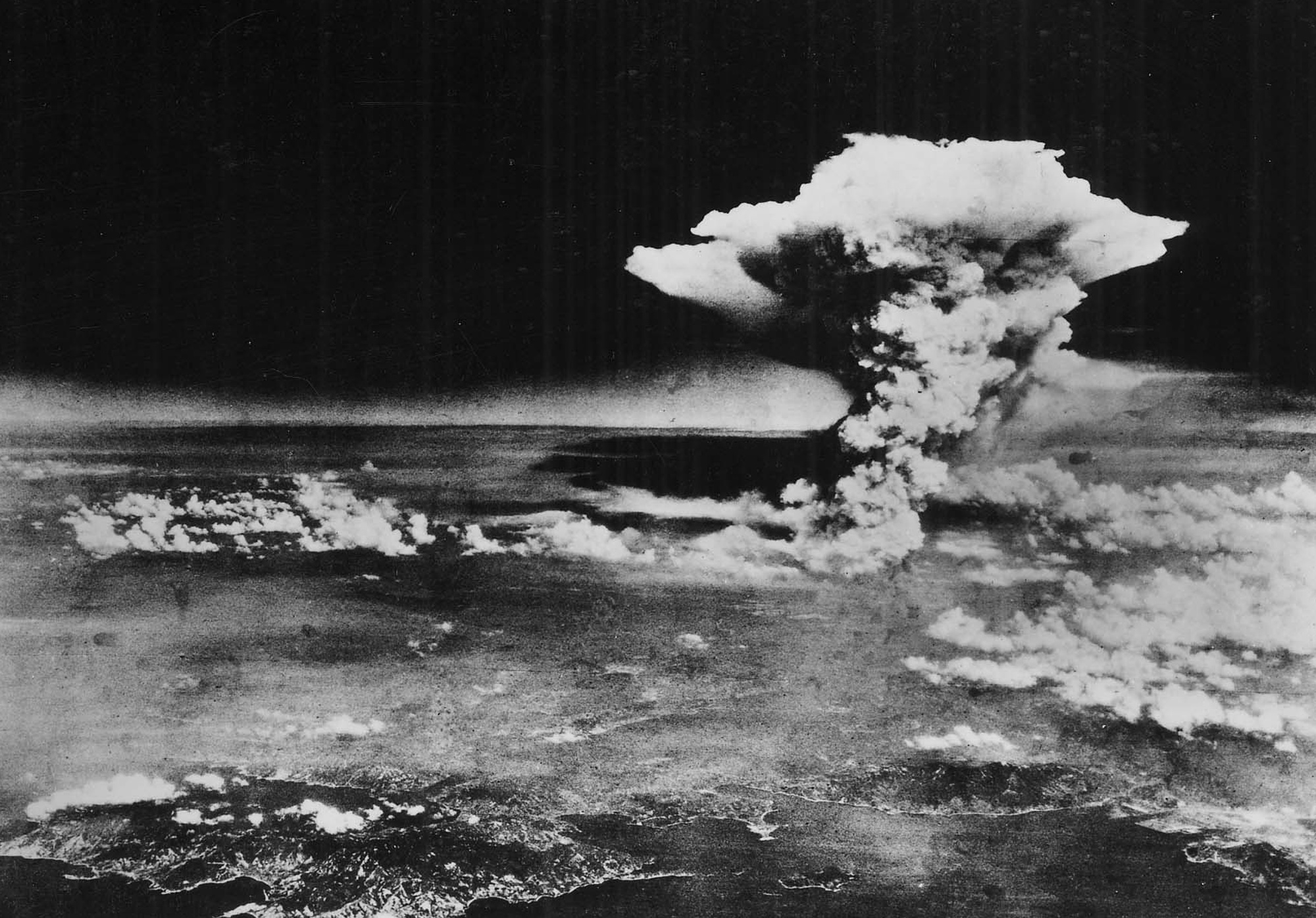
原爆投下後、エノラ・ゲイの乗組員が松山市上空から撮影したキノコ雲。

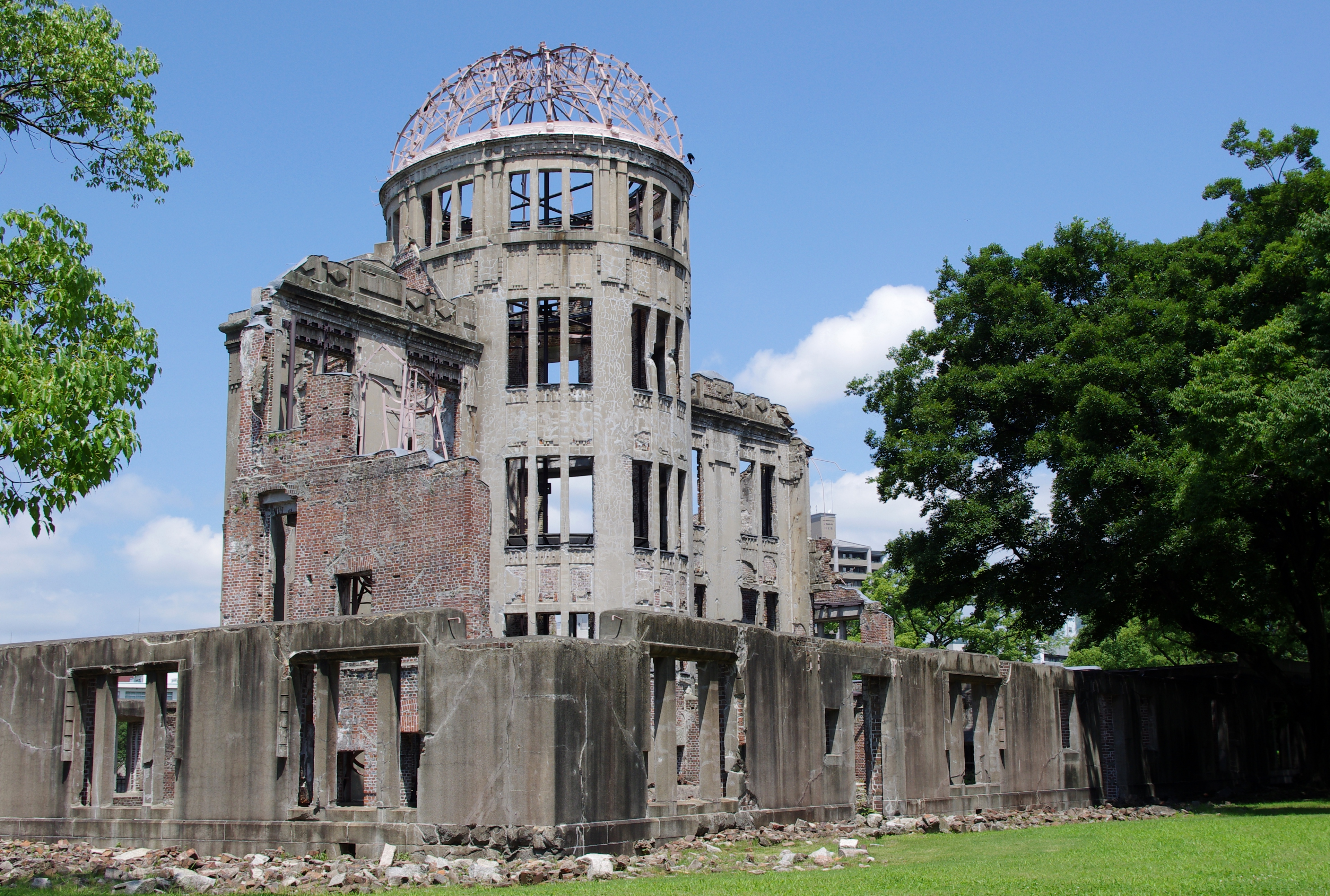
原爆ドーム（2010年）

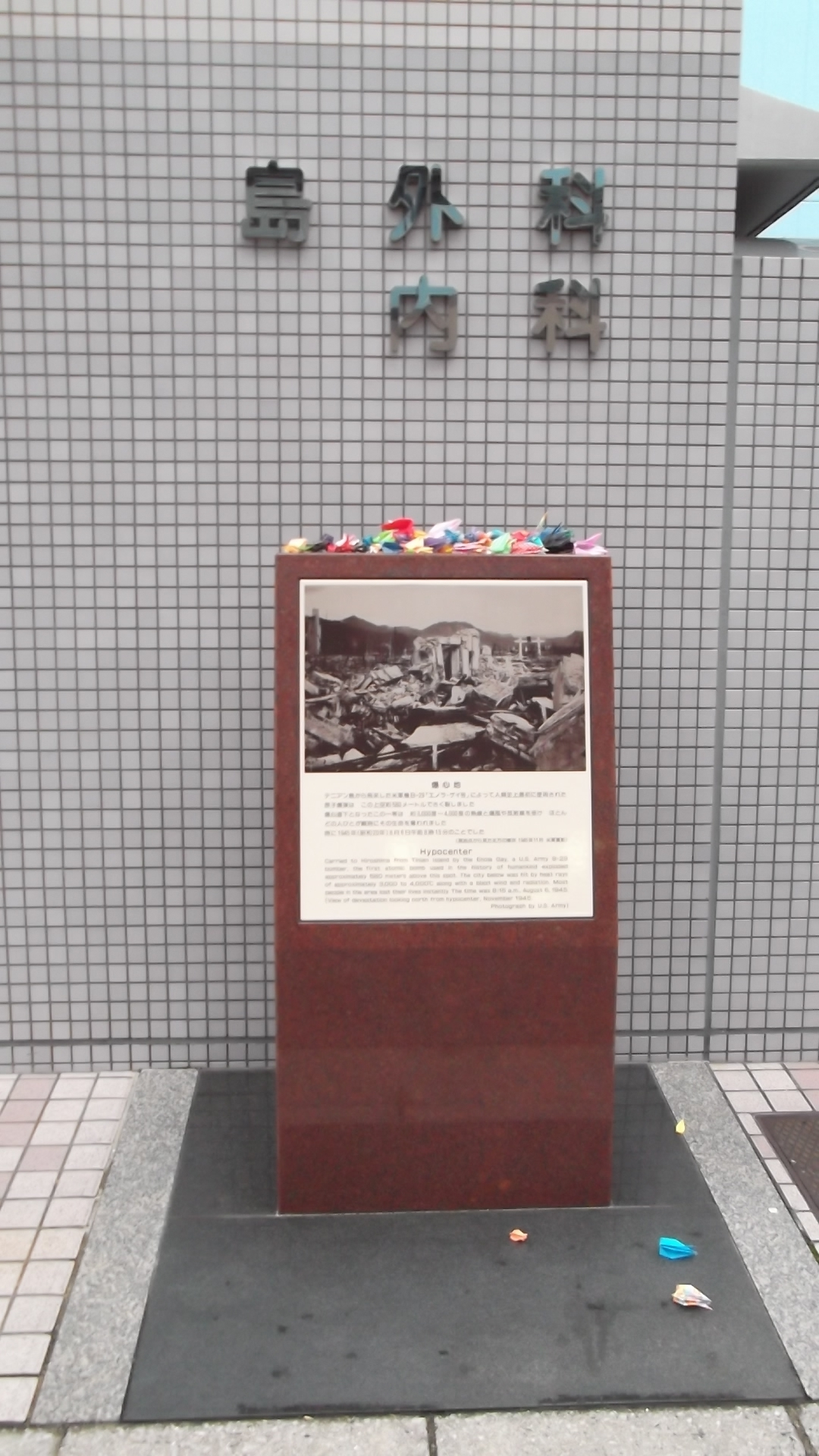
広島原爆爆心地の島病院跡。
原爆ドームの東側にあった本院の上空約600mで原爆が炸裂した。

B-29戦略爆撃機「エノラ・ゲイ」より投下されたガンバレル型ウラン原爆（通称“広島型原爆”）「リトルボーイ」は、実戦で初めて使用された原子爆弾である。都市に対する核攻撃としても、史上初である。
爆心地は、島病院上空。原爆による放射線、高熱、爆風、それらによって発生した火災により、広島市は壊滅した。
当時の人口は推定34～35万人、このうち約9万〜16万6000人が被爆から2〜4か月以内に死亡したとされる。5万を超える建物が破壊され、日本軍の第59軍司令部も壊滅した。
また原爆投下後の入市被爆者も含め、約56万人が被爆したとされる。さらに、わずか3日後の1945年8月9日には、長崎市へも原子爆弾が投下された。
広島県、広島市などを指す「広島」が「ヒロシマ」と片仮名表記される場合は、広島市への原子爆弾投下に関する言及である場合が多い。
アメリカ軍が広島市に対して投下した原子爆弾「リトルボーイ」（以下「原爆」と記す）自体についても記述する。
この原爆投下が日本を無条件降伏へと導いたとする説もある。

## 原爆投下側の視点
この節以下ではアメリカ（合衆国）やその同盟国であったイギリスの行動に視点を置く。

### 広島への原爆投下に至る国際的軍事背景
詳細および日本の対応などは「日本への原子爆弾投下」を参照。
- 1939年
  - 8月2日 - ナチス・ドイツのユダヤ人迫害から逃れアメリカ合衆国（以下アメリカ略）へ亡命したユダヤ人物理学者アルベルト・アインシュタインがフランクリン・ルーズベルト大統領に「大量のウランが核分裂連鎖反応を起こす現象は新型爆弾の製造につながるかもしれない。飛行機で運ぶには重過ぎるので船で運んで港湾ごと爆破することになる。アメリカで連鎖反応を研究している物理学者グループからなる諮問機関をつくるのがいい」と進言する内容の手紙（アインシュタイン＝シラードの手紙）を執筆した。
  - 9月1日 - ナチス・ドイツがポーランドに侵攻した事をきっかけに第二次世界大戦が勃発。
  - 10月11日 - 前述のアインシュタインの手紙がルーズベルトの元に届けられる。
  - 10月21日 - アメリカがウラン諮問委員会を設置。
- 1940年4月10日 - イギリスが第1回ウラン爆発軍事応用委員会（MAUD委員会）の会議を開催。
- 1941年
  - 7月15日 - MAUD委員会がウラン爆弾が実現可能だとする最終報告を承認して解散。
  - 10月3日 - MAUD委員会最終報告書が公式にルーズベルト大統領に届けられる。
  - 12月8日 - 日本が第二次世界大戦に参戦（真珠湾攻撃）。
- 1942年
  - 9月26日 - アメリカの軍需生産委員会がマンハッタン計画を最高の戦時優先等級に位置づける。
  - 10月11日 - アメリカはイギリスにマンハッタン計画への参画を要請。
- 1944年9月 - ルーズベルト大統領とイギリスのウィンストン・チャーチル首相の間でハイドパーク覚書（ケベック協定）が交わされ、日本に対して原爆を使用することが決定された。その後1945年4月には第1回目標選定委員会が開催され、原爆投下目標の選定が始まった[27]。
- 1945年
  - 7月16日 - アメリカ合衆国は、世界初の核実験（トリニティ実験）を敢行して成功[28]（プルトニウム型原爆「ガジェット」）。
  - 7月24日 - アメリカ合衆国政府は、8月3日以降に目標都市（広島、小倉、新潟、長崎）への原爆投下命令を出す[11]。
  - 7月26日 - 日本への最後通告としてポツダム宣言を発表した。
  - 8月4日 - 日本にポツダム宣言受諾をうながす第14回目のザカライアス放送があった[29]。

### 原爆投下命令
1945年7月25日、マンハッタン計画の責任者であるレスリー・グローブスが投下指令書を作成し、ハンディ陸軍参謀総長代理からスパーツ陸軍戦略航空軍司令に発せられると同時に、グローブスによれば大統領の正式の承認を得るため、ポツダムに送られたという。

1. 第20航空軍第509混成群団は、1945年8月3日ごろから以降、天候が許し次第、目標：広島、小倉、新潟、長崎のうちの一つに、最初の特殊爆弾を目視攻撃により投下することとする。この爆弾の爆発効果を観測し記録する目的で、陸軍省から派遣した軍と民間の科学者要員を運ぶためには、余分な機を爆弾搭載機に随行させることとする。これらの観測機は、爆弾の爆発点から数マイルの距離にとどまることとする。

2. 計画要員によって準備が整い次第、上記の目標の上に追加の爆弾を投下することとする。上に列挙した以外の目標に関しては、追って指示を与える。

3. この兵器の対日使用に関する一切の情報を発表する権限は、陸軍長官および合衆国大統領だけが保有することとする。前線の司令官によるこの主題に関する声明や情報の発表は、事前の特別な許可なしには、行ってはならない。一切の報道記事は、陸軍省に送って特別な検閲を受けることとする。

4. 上記の命令は、合衆国陸軍長官と参謀総長の承認の下に、その指示によって貴官に発せられる。貴官はこの命令書の写し1通をマッカーサー将軍に、また1通をニミッツ提督に、情報として送達されたい。

グローブスによれば、スチムソンがポツダムに行く前に7月31日まで投下準備は整わないだろうと報告したという。また、トルーマンがポツダム宣言の回答のために日本に十分な時間を与えたことを確信したいと述べたことを、グローブスはスチムソンから聞いたとする。そのため、早めに準備が整ってもすぐに投下はしないということでグローブスとスチムソンの意見は一致したという。グローブスによれば、「ごろ」には当日を含む以前・以後の4日間を指すという（訳書によれば、詳細不明ながら「旅行規定」とされている。）。グローブスの著書の訳者は、そのため投下指令書の投下日は「8月3日ごろから」としたのではないかと指摘している（7月31日以降に投下可能となる）。

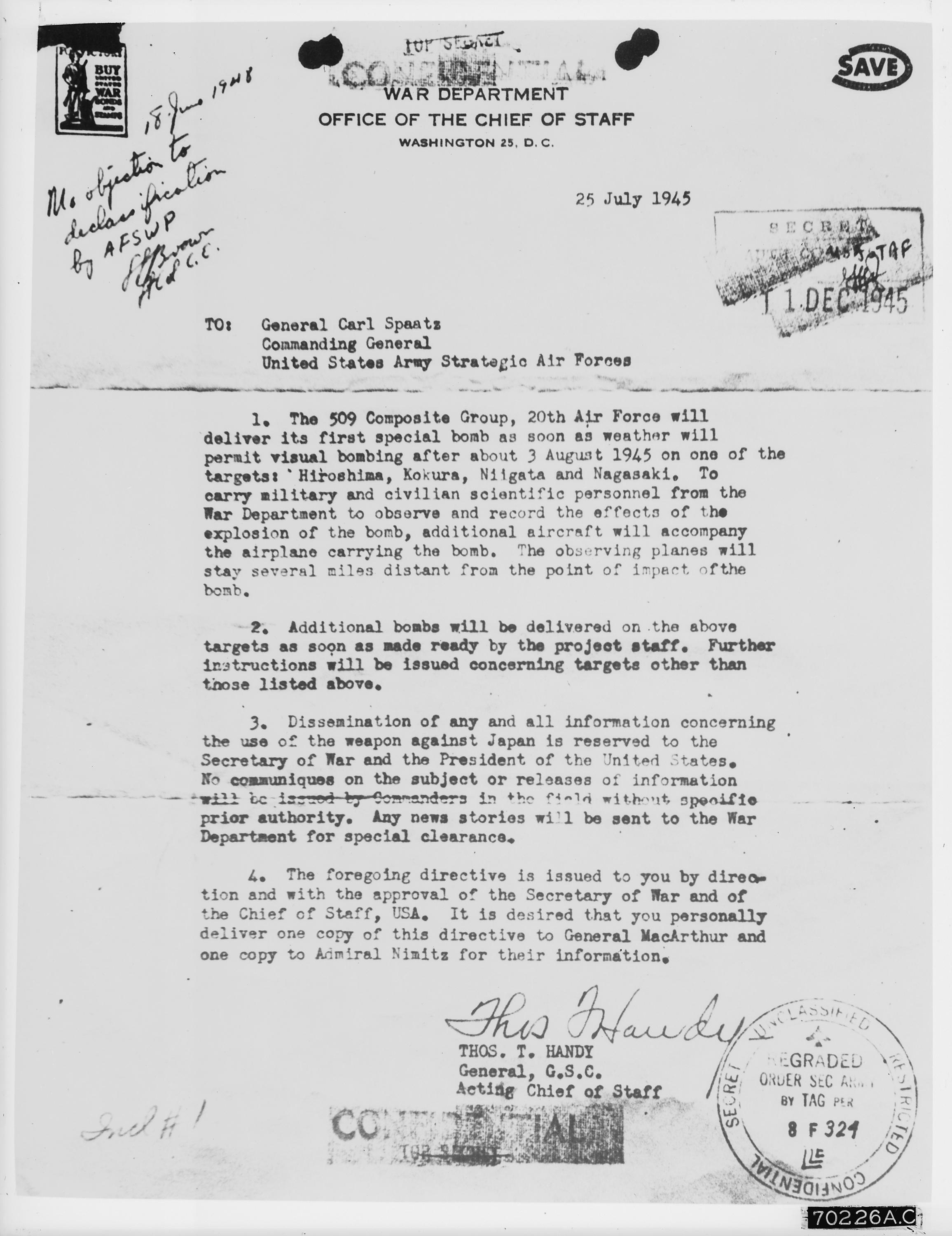

しかし、8月1日に入っても日本上空の天候は思わしくなかったという。

### グアム島
8月2日、グアム島の第20航空軍司令部からテニアン島の第509混成群団に、次のような野戦命令13号が発令された。

1. 1.
      1. b.
            1. (2)
                  1. (a) ここに挙げた以外の味方機は、攻撃時刻の4時間前から6時間後までの間は、この攻撃のために選ばれたどの目標に対しても、50マイル以内に入ってはならない。

2. 2. 第20航空軍は、8月6日に、日本の目標を攻撃する。
  
3. 3.
      1. c. 第313航空団、第509群団：
            1. (1) 第1目標： 広島市街地工業地域。
                  1. (a) 照準点： 063096。 参照：XXI爆撃機集団リト・モザイク 広島地域、No.90.30-市街地。
              
      2. (b) 攻撃始点： 北緯34°24′-東経133°05′30″。 〔広島県三原〕
              
      3. (c) 離脱点（目標を攻撃した場合）： 少なくとも150度の右旋回をして、北緯34°00′-東経133°34′。 〔愛媛県川之江－伊予三島〕

    2. (2) 第2目標： 小倉造兵廠および小倉市。
          
    3. (3) 第3目標： 長崎市街地域。
          
    4. (4) 必要兵力：
                  1. (a) 攻撃兵力： 3機。
              
      2. (b) 予備機： 1機、失敗の場合に備えて硫黄島に進出させておく。
              
      3. (c) 気象観測機： 3機、それぞれの目標に1機を派遣する。

    5. (6) 航路：
基地

硫黄島

北緯33°37′-東経134°30′（発進開始点） 〔徳島県牟岐沖合の大島〕

北緯34°15′30″-東経133°33′30″ 〔香川県三崎半島の突端〕

攻撃始点

目標

離脱点

硫黄島

基地。
          
    6. (10) 搭載爆弾量と特殊装備： 第509群団指揮官により指定された通りとする。
          
    7. (11) 目視攻撃だけを行うこと。

4. 4. この作戦に対しては、作戦任務番号は付けない。記録の目的には、特殊爆撃任務13番とする。

### テニアン島
8月4日、B-29エノラ・ゲイ号は最後の原爆投下訓練を終了して、マリアナ諸島テニアン島北飛行場に帰還した。翌8月5日21時20分、第509混成部隊の観測用B-29が広島上空を飛び、「翌日の広島の天候は良好」とテニアン島に報告した。
5日、第509混成群団司令部から作戦命令35号が発令された。

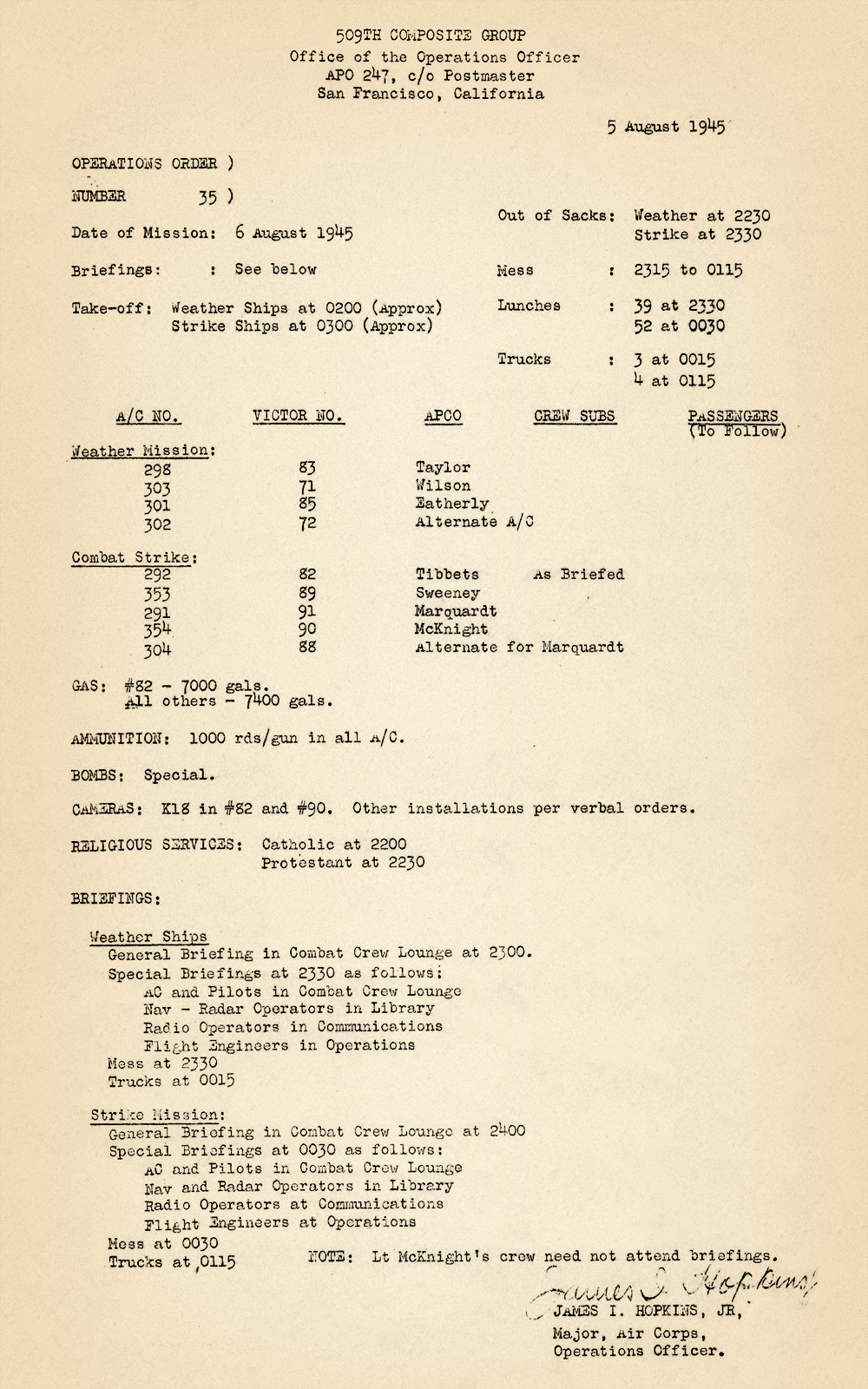

| 作戦日:     | 1945年8月6日                                        |
| 状況説明:   | 以下を参照せよ                                      |
| 離陸:       | 1. 気象観測機は0200時（頃） 2. 攻撃機は0300時（頃） |
| 起床時刻:   | 1. 気象班は2230時 2. 攻撃班は2330時                 |
| 食事時刻:   | 2315時から0115時                                    |
| 必要携帯食: | 1. 気象班は2330時に39食 2. 攻撃班は0030時に52食     |
| トラック:   | 1. 気象班は0015時に3台 2. 攻撃班は0115時に4台       |

| 機体番号  | ヴィクターナンバー | 機長                     | 補助乗員 | 同乗者 |
| --------- | ------------------ | ------------------------ | -------- | ------ |
| 気象任務: |                    |                          |          |        |
| 298       | 83                 | テイラー                 |          |        |
| 303       | 71                 | ウィルソン               |          |        |
| 301       | 85                 | エザリー                 |          |        |
| 302       | 72                 | 予備機                   |          |        |
| 攻撃班:   |                    |                          |          |        |
| 292       | 82                 | ティベッツ 指令により    |          |        |
| 353       | 89                 | スウィーニー             |          |        |
| 291       | 91                 | マクォート               |          |        |
| 354       | 90                 | マックナイト             |          |        |
| 304       | 88                 | マクォートのための予備機 |          |        |

| 燃料:       | 1. 82号機－7000ガロン 2. その他の全機－7400ガロン |
| 弾薬:       | 全機が各機1000発 |
| 爆弾:       | 特殊〔原爆 L11（リトルボーイ）〕 |
| カメラ:     | 82号機と90号機にはK18、その他の装置は口頭指示による |
| 宗教上の式: | 1. カトリックは2200時に 2. プロテスタントは2230時に |
| 状況説明:   | 1. 気象観測機: 2. 1. 一般状況説明は2300時に搭乗員休憩室で 2. 任務別状況説明は2330時に以下の通り 1. 機長と操縦士は搭乗員休憩室で 2. 航法士とレーダー係は図書室で 3. 無線通信士は通信室で 4. 航空機関士は作戦室で 3. 2330に食事 4. 0015にトラック 3. 攻撃任務: 4. 1. 一般状況説明は2400時に搭乗員休憩室で 2. 任務別状況説明は0030時に以下の通り 3. 1. 機長と操縦士は搭乗員休憩室で 2. 航法士とレーダー係は図書室で 3. 無線通信士は通信室で 4. 航空機関士は作戦室で 4. 0030時に食事 5. 0115時にトラック 6. 注：マックナイト中尉のクルーは一般状況説明（ブリーフィング）にでなくてよい。 |

ジェイムス I. ホプキンス, ジュニア（サイン）

陸軍航空隊 少佐、

作戦担当官

※時刻はすべてマリアナ標準時である。

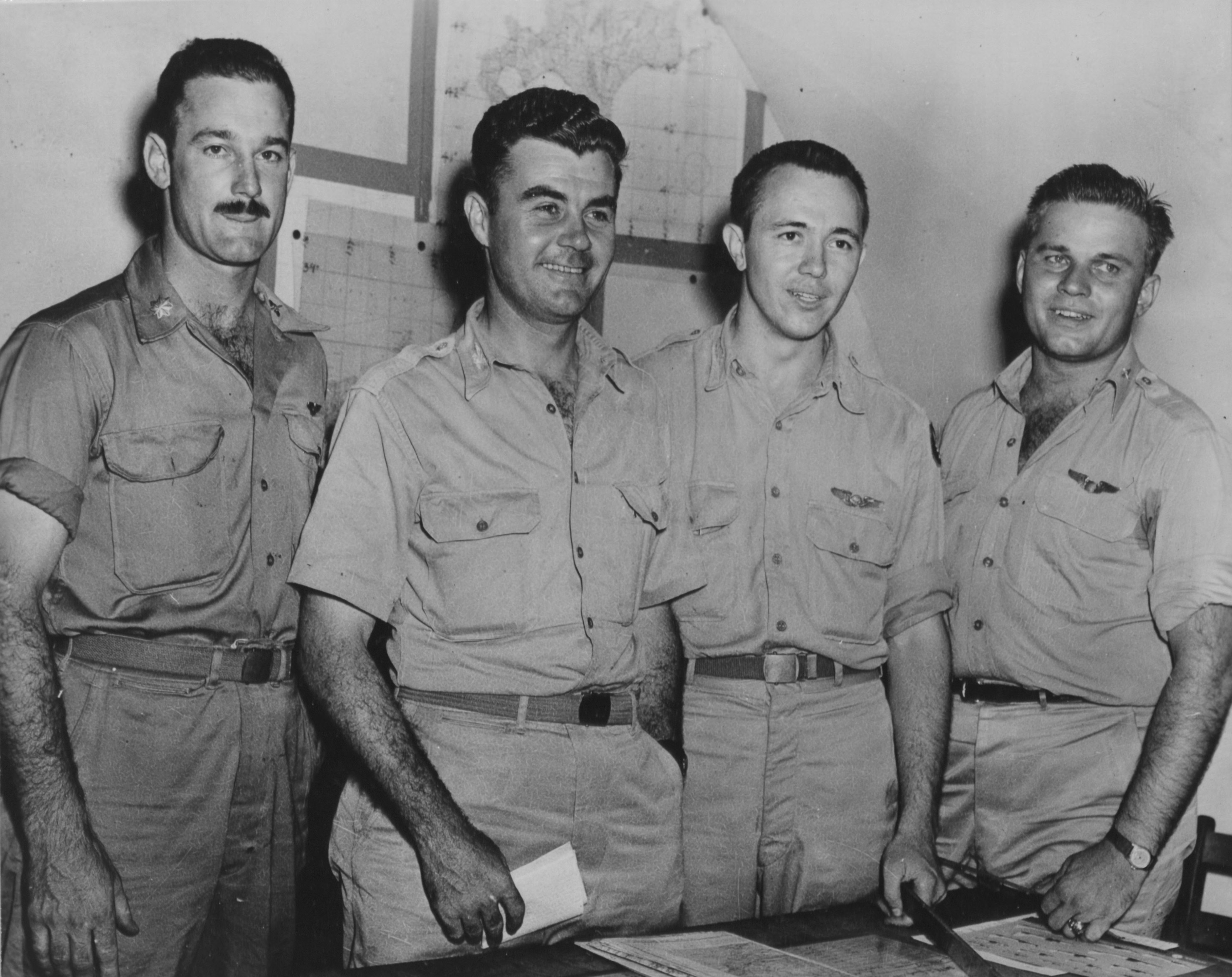
エノラ・ゲイ乗組員。左からフィーヤビー、ティベッツ、ヴァン・カーク、ルイス。

ブリーフィングでポール・ティベッツ陸軍大佐（機長・操縦士）がエノラ・ゲイ（名前の由来になったのはティベッツの母親の名前）の搭乗員に出撃命令を伝えた。

「今夜の我々の作戦は歴史的なものだ」

8月6日0時37分、まず気象観測機のB-29が3機離陸した。ストレートフラッシュ号は広島へ、ジャビット3世号は小倉へ、フルハウス号は長崎である。0時51分には予備機のトップ・シークレット号が硫黄島へ向かった。
続いて1時27分、Mk-1核爆弾リトルボーイを搭載したエノラ・ゲイがタキシングを開始し、1時45分にA滑走路の端から離陸した。
その離陸から2分後の1時47分、原爆の威力の記録を行う科学観測機（グレート・アーティスト号）が、さらに2分後の1時49分には写真撮影機（#91 or ネセサリー・イーブル号）の各1機のB-29が飛び立った。すなわちこの日、6機のB-29が原爆投下作戦に参加し、うち4機が広島上空へ向かっていたことになる。
テニアン島から広島市までは約7時間の飛行で到達できる。

### 四国上空
6時30分、兵器担当兼作戦指揮官ウィリアム・S・パーソンズ海軍大佐、兵器担当補佐モリス・ジェプソン陸軍中尉、爆撃手トーマス・フィアビー陸軍少佐らが爆弾倉に入り、リトルボーイの起爆装置から緑色の安全プラグを抜き、赤色の点火プラグを装填した。
作業を終えたパーソンズはティベッツ機長に「兵器のアクティブ化完了」と報告し、機長は「了解」と答えた。機長は機内放送で「諸君、我々の運んでいる兵器は世界最初の原子爆弾だ」と、積荷の正体を初めて搭乗員全員に明かした。
この直後、エノラ・ゲイのレーダー迎撃士官ジェイコブ・ビーザー陸軍中尉がレーダースコープに正体不明の輝点（ブリップ）を発見した。通信士リチャード・ネルソン陸軍上等兵はこのブリップが敵味方識別装置に応答しないと報告した。エノラ・ゲイは回避行動をとり、高度2,000メートル前後の低空飛行から急上昇し、7時30分に8,700メートルまで高度を上げた。

### 広島上空
7時過ぎ、エノラ・ゲイ号に先行して出発していた気象観測機B-29の1機が広島上空に到達した。クロード・イーザリー少佐のストレートフラッシュ号である。7時15分頃、ストレートフラッシュ号はテニアン島の第313航空団に気象報告を送信した。「Y3、Q3、B2、C1」（低い雲は雲量4/10から7/10で小さい、中高度の雲は雲量4/10から7/10で薄い、高い雲は雲量1/10から3/10で薄い、助言：第1目標を爆撃せよ）。
この気象報告を四国沖上空のエノラ・ゲイ号が傍受し、投下目標が広島に決定された。原爆の投下は目視が厳命されており、上空の視界の情報が重要であった。
ストレートフラッシュ号は日本側でも捕捉しており、中国軍管区司令部（第59軍司令部兼任）から7時9分に警戒警報が発令されたが、そのまま広島上空を通過離脱したため、7時31分に解除された。
8時過ぎ、B-29少数機（報告では2機であったが、実際には3機）が日本側によって捕捉された。8時13分、中国軍管区司令部は警戒警報の発令を決定したが、各機関への警報伝達は間に合わなかった。ラジオによる警報の放送もなかった。
8時9分、エノラ・ゲイ号は広島市街を目視で確認した。中国軍管区司令部が警報発令の準備をしている間に、エノラ・ゲイ号は広島市上空に到達していた。高度は31,600フィート（9,632メートル）。投下に先立ち、科学観測機（グレート・アーティスト号）は原爆による風圧などの観測用のラジオゾンデを吊るした落下傘を三つ降下させた。青空を背景にすると目立つこの落下傘は、空を見上げた市民たちに目撃されている。この時の計測用ラジオゾンデを取り付けた落下傘を原爆と誤認したこと、原爆の炸裂にともなう大混乱で、情報が錯綜した。日本軍の調査速報でも「原爆はパラシュートで4発投下、1発起爆、3発は不発のまま落下」となっている。一部のラジオゾンデは「不発の原子爆弾がある」という住民の通報により調査に向かった日本軍が鹵獲した。広島県安佐郡亀山村に落下したラジオゾンデは、原爆調査団の一員だった淵田美津雄海軍総隊航空参謀が回収している。
日本軍は落下傘で投下されたのは観測機器であり、原爆（リトルボーイ）は落下傘なしと見抜いて判断を修正した。だが、その後も「原爆は落下傘に付けられて投下された」という誤った流説が流れた。また一部の市民は「乗機を撃墜された敵搭乗員が落下傘で脱出した」と思って拍手していたという。
8時12分、エノラ・ゲイが攻撃始点（IP）に到達したことを、航法士カーク陸軍大尉は確認した。機は自動操縦に切り替えられた。爆撃手フィアビー陸軍少佐はノルデン照準器に高度、対地速度、風向、気温、湿度などの入力をし、投下目標（AP）を相生橋に合わせた。相生橋は広島市の中央を流れる太田川が分岐する地点に架けられたT字型の橋である。特異な形状は、上空からでもその特徴がよく判別できるため、目標に選ばれた。
8時15分17秒、原爆リトルボーイが自動投下された。副操縦士のロバート・ルイスが出撃前に描いたとされる「爆撃計画図」によると、投下は爆心地より2マイル（約3.2キロメートル）離れた地点の上空であると推察される。3機のB-29は投下後、熱線や爆風の影響を避けるために進路を155度急旋回した。再び手動操縦に切り替えたティベッツはB-29を急降下させた。
リトルボーイは爆弾倉を離れるや横向きにスピンし、ふらふらと落下した。間もなく尾部の安定翼が空気を掴み、放物線を描いて約43秒間落下した後、相生橋よりやや東南の島病院付近高度約600メートルの上空で核分裂爆発を起こした。

### 帰投

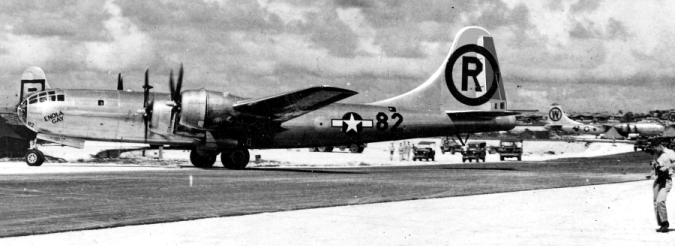
広島投下作戦終了後のテニアン島にて

エノラ・ゲイ号は高射砲による対空砲火を受けたが、不正確だったので被害はなかった。
14時58分、エノラ・ゲイ号は快晴のテニアン島の北飛行場に帰還し、戦略空軍総司令官カール・スパーツ少将から、ティベッツ大佐には栄誉十字章が、他の12人には銀星章が与えられた。その日は夕方から、第509混成部隊の将兵や科学者らによって、深夜まで盛大な祝賀パーティが催された。
原爆投下時、撮影機はカラーフィルムで撮影していたが、テニアン島に帰還後、現像に失敗したためにその記録は失われた。そのため、爆発から約3分後にグレート・アーティストに搭乗した科学調査リーダー、ハロルド・アグニューにより8mmカメラによって撮影されたキノコ雲の映像が、世界初の都市への原爆投下を捉えた唯一の映像となっている。

## 原爆被爆側の視点
（この節以下では被爆地の状況に視点を置く）

### 広島市の略史と被爆直前の状況
広島市は戦国時代の大名毛利輝元により太田川河口三角州に城下町として開かれて以来、中国地方の中心であり続けた。江戸時代には浅野藩の城下町として栄え、明治維新後は広島県県庁所在地となり、中国地方の経済的な中心地として発展していた。さらに広島高等師範学校、広島女子高等師範学校、広島文理科大学、広島工業専門学校、広島高等学校を有する学都でもあった。
広島には軍都としての側面もあった。日清戦争時には前線に近い広島に大本営（広島大本営）が置かれ、また臨時帝国議会（第7回帝国議会）も広島で開かれるなど、一時的に首都機能が広島に移転されている。これを契機として、陸軍の施設が広島に多く置かれるようになった。広島城内には陸軍留守第五師団司令部、広島駅西に第二総軍司令部（司令官畑俊六陸軍元帥）、その周囲には各部隊駐屯地等が配置された。
本土決戦（決号作戦）に備えて1945年（昭和20年）6月20日付で新編された第59軍司令部も広島に配備され、第59軍司令官藤井洋治陸軍中将は中国軍管区司令官を兼任していた。
すなわち当時、爆心地の北側はおよそ陸軍の施設で広く占められており、陸軍敷地南端より約200メートルに爆心地がある。また宇品港に置かれた陸軍船舶司令部は兵站上の重要な拠点であった。
被爆当時の市中人口は約35万人と推定されている。内訳は、(1) 居住一般市民約29万人、(2) 軍関係約4万人、および (3) 市外から所用のため市内に入った者約2万人である。

#### 中島地区
現在の広島の地図から名前が消えた中島地区（中島本町、材木町、天神町、元柳町、木挽町、中島新町）は、数千人の一般庶民が暮らす街であり、また広島の第一の歓楽街・繁華街であった。この地区は爆心地から500メートル以内にあり壊滅。唯一、RC建築の燃料会館（旧大正屋呉服店）だけが耐え残った。
戦後、この地区は広島平和記念公園として整備され、燃料会館は全焼した内部を全面改築して公園のレストハウスとなり現在も残っている。

### 8月6日の朝まで
1945年になると東京大空襲に代表されるような日本本土空襲が本格化し、日本列島各地の大都市は大きな被害を受けた。4月以降は沖縄戦の進展と共に、B-29や、小型機よる複数回の空襲、米軍機動部隊の戦艦や巡洋艦による日本本土への艦砲射撃がおこなわれた。広島湾周辺では、7月1日にB-29による呉空襲、7月末にアメリカ海軍の空母機動部隊による呉軍港空襲があったが、広島市に対する本格的空襲はなかった。
8月3日から4日にかけて雨が降ったが、5日以降は高気圧に覆われて天候は回復していた。
8月5日、広島大学のある教授は、呉船舶練習部の池田軍医中佐に「原子爆弾は日本なら開発に50年かかる。アメリカでも20年かかる。この戦争には絶対に使われない」と語った。同日は深夜に空襲警報が発令された。その度に市民は防空壕に避難したため、寝不足の者も多かった。この日、市街中心部では米の配給が行われ、市民は久しぶりとなる米飯の食卓を囲んだ。
8月6日は月曜日であった。当時は週末の休みはなく、朝8時が勤務開始時刻であった。徴用工や女子挺身隊を含む大半の労働者、および勤労動員された中学上級生（1万数千人）たちは、三菱重工や東洋工業を始めとする数十の軍需工場で作業を行っていた。病気などの理由により徴兵されなかった男子ら、女子を含む中学下級生（数千人）および一般市民の勤労奉仕隊（母親ら）は、建物疎開によって発生した瓦礫の処理を行っていた。動員は市内のほか、近隣の農村からも行われた。作業に従事していた国民義勇隊、動員学徒、地区特設警備隊は、合計約2万名であった。
尋常小学校の上級生は1945年4月に行われた集団疎開で市を離れていた者が多かったが、下級生は市内に留まっていた。児童は各地区の寺子屋学校での修学となっていた。また、未就学児は自宅に留まっていた。
8月6日の朝の気温は、26.7℃、湿度80%、気圧1,018ヘクトパスカルであった。北北東の風約1m/秒が吹き、雲量8 - 9であったが、薄雲であり視界は良好だった。7時9分に発令された空襲警報によって市民は防空壕に避難していたものの、7時31分には警報が解除されたため、市民は外に出て活動を再開していた。
日本軍の記録では、豊後水道を北上するB-29型爆撃機 3機を発見したのち、第59軍司令部（中国軍管区司令部）は午前7時9分に空襲警報を発令した。B-29少数部隊は広島市上空を通過し、7時25分に播磨灘方面に去ったので、第59軍は7時30分に空襲警報を解除した。まもなく広島市東方80キロメートル地点の松永監視所からB-29 2機が東進との報告があり、広島市上空に到達した。B-29は北と南に1機ずつ分離し、南にむかったB-29は爆弾らしきものを投下して垂直旋回をおこないつつ急降下した。北にむかったB-29は3個の爆弾らしきものを投下し、落下傘（パラシュート）が開いた。

### 原爆投下直後
原爆が炸裂した広島市街は、熱線や爆風などによって壊滅し、焼野原となった。この状況について、NHK広島放送局では1998年に日米の科学者などの協力のもと、核分裂爆発直後の放射線の発生、火球の成長、衝撃波や熱線の照射などの状況を再現した番組を制作した。検証に際し、アメリカからはマンハッタン計画に携わったロバート・クリスティ博士や1950年代から核爆発シミュレーションに従事していたハロルド・ブロード博士が参加したほか、被爆者からの新たな聞き取り調査も行われた。

#### 爆心地周辺
8時16分、広島市細工町29-2の島病院（現：島内科）南西側の上空約600mで「リトルボーイ」が炸裂した。広島大学原爆放射線医学研究所の星正治博士による見解によれば、核爆発から100万分の1秒以内に、広島に降り注いだ中性子のおよそ90％が放出された。星の計算によれば、爆心地から130m圏内で何も遮蔽物がなかった場合の被爆線量は29.8グレイ、木造住宅内部にいた場合でも8グレイほどであったという。また、中性子は屋根瓦や壁などの物質に反応し、ガンマ線を発生させた。さらに、1986年に日米両国の協力で作成された「広島原爆の放射線量再評価（DS86）」の検証によれば、爆心地から1キロ圏内には中性子・ガンマ線をあわせ、4グレイほどの放射線が降り注いだ。なお、50グレイの放射線は人間の細胞を壊滅させ、4グレイの放射線は被爆した人間のおよそ50％を死に至らしめる。
爆心地500m圏内では核爆発による閃光と衝撃波がほぼ同時に襲った。爆風によって大半の建築物は一瞬のうちに破壊され、木造建築はそのすべてが全壊した。島病院の建物も完全に吹き飛ばされ、院内にいた約80名の職員と入院患者全員が即死した。鉄骨入りレンガ・モルタル・石造で建てられた産業奨励館は垂直方向の衝撃波を受け、天蓋部は鉄骨を残して消失、一部の外壁を残して大破したが、完全な破壊は免れた。また、相生橋や元安橋の石の欄干も爆風で吹き飛ばされた。
爆心地付近を通過していた広島電鉄の路面電車は、炎上したまま遺骸を乗せて慣性でしばらく走り続けた。吊革を手で持った姿勢のまま死んだ乗客や、運転台でマスコンを握ったまま死んだ女性運転士もいた。当時、男性が兵に取られ女性乗務員を養成するため広島電鉄が「広島電鉄家政女学校」を作り、309人の女学生がいて座学だけでなく実作業も行っていて、爆発時は通勤時間帯であったことから約200人が勤務、内30人が亡くなった。路面電車は市内架線9割が損傷し車両の半数が損傷していたが、当日午後には宮島から草津までの運行を開始、7日夕には己斐までの宮島線が復旧、8日夕には西天満町までの試運転に成功、9日には市内線も再開された。爆心地からわずか700m付近で脱線して黒焦げとなった状態で発見された被爆電車（広島電鉄650形電車651号車）はのちに修復され、2023年現在も現役で稼働し平和学習に用いられている。
屋外にいた者は大量の熱線と放射線を浴びて即死し、屋内にいた者は家屋の倒壊に巻き込まれ、閉じ込められたまま焼死した。そのような中で、広島県燃料配給統制組合（燃料会館）に勤務していた野村英三（当時47歳）は、炸裂の瞬間、書類を探すために偶然に地下室に降りていたため難を逃れた。野村の証言によると、一瞬で燃料会館内は暗闇に包まれ、手探りで這い出した屋外も同様に闇の中だった。やがて半壊した産業奨励館の窓枠から炎が立ち上り、全壊した中島地区の各所からも炎が上がり始めたという。脱出に成功した同僚は8名いたがその後の消息は不明で、大量被爆による急性放射線障害でまもなく全員死亡したのではないかと考えられている。野村は猛烈な火と煙の中、中島町を北進し相生橋を経て西方面の己斐方面へ脱出。その後は高熱や下痢、歯茎からの出血などの急性放射線障害で生死をさまようも一命を取り留め、原爆爆発時に爆心地の状況を知るほぼ唯一の生存者として1982年6月に死去するまで貴重な証言を遺した。

### 全壊全焼圏内
爆心地1キロメートル地点から見た爆心点は上空31度、2キロメートル地点で17度の角度となる。したがって野外にあっても運良く塀や建物などの遮蔽物の陰にいた者は熱線の直撃は避けられたが、そうでない大多数の者は、熱線を受け重度の火傷を負った。野外で建物疎開作業中の勤労奉仕市民や中学生・女学生らは隠れる間もなく大量の熱線をまともに受けた。勤労奉仕に来ていた生徒が全員死亡した学校もあった。市で動員されていた中学生・女学生の勤労奉仕隊8千人の内6千人が即死あるいは数日以内に亡くなったとみられる。屋内にいた者は熱線こそ免れたものの、爆風で吹き飛んだ大量のガラス片を浴びて重傷を負い、あるいは爆心地付近同様に倒壊家屋に閉じ込められたまま焼死した。

### 被爆救護活動
広島市の行政機関（市役所・県庁他）は爆心から1,500メートル以内であり、家屋は全壊全焼、当時の広島市長だった粟屋仙吉、中国地方総監の大塚惟精は共に被爆死し、職員も多くが死傷、組織的な能力を失った。日本陸軍、日本海軍、軍属では、推定4,500名以上が戦死した。軍馬も多数が死亡した。
広島城周辺に展開していた第59軍も甚大な被害をうけ、藤井洋治司令官（中国軍管区司令官兼任）が官舎で被爆死した。
松村秀逸第59軍参謀長（中国軍管区参謀長兼任）や司令部要員多数が負傷したが、ひきつづき広島で救援の指揮をとった。留守第五師団も機能を喪失した。第二総軍も畑総軍司令官は無事だったが、庁舎全壊、岡崎清三郎参謀長、真田穣一郎参謀副長、井本熊男参謀以下負傷多数、李グウ参謀が致命傷を負うなど戦死傷者を出した。
第224師団（通称“赤穂部隊”）（静岡県所在、第54軍隷下）の歩兵第340連隊は、広島市滞在中に原爆の炸裂に遭遇し、死傷者多数を出した。
広島県庁、広島市役所、第2総軍、第59軍司令部、留守第5師団が施設と人員に被害を受け大混乱に陥ったので、市内の爆心地から4キロメートルにあった宇品港の陸軍船舶司令部隊（通称「暁部隊」）が救護活動の中心となった。電話は不通だったが無線は使用可能だったので、船舶司令部は大本営、陸軍省、呉鎮守府など各方面に状況を報告した。当日8時50分には、船舶司令部より最初の命令（消火・救難・護送など）が発せられている。翌7日、第2総軍の命令により船舶司令官佐伯文郎陸軍中将が広島の警備と復旧を命じられた。
陸軍船舶練習部は被爆者の治療を開始した。手当を受けた者は、初日だけで数千人に及んだ。また原爆の被災者は広島湾の似島に所在した似島検疫所に多く送られている。同島で死亡した被災者は、そのまま埋葬された。この船舶練習部以外にも市内各所に計11か所の救護所が開設された。船舶練習部は野戦病院と改称し、救護所は53か所まで増加した。
陸軍船舶部隊のほか、近隣の門司地区鉄道司令部、日本海軍の呉鎮守府（司令長官金沢正夫中将）も救援に従事した。日本の終戦で日本軍が救援活動を中止するのではないかという不安が広がったが、第2総軍はラジオ放送で引き続き救援をおこなうと明言した。
救護所の中でも爆心地から500メートルの近さに在って尚RC構造の外郭を保ち倒壊を免れた広島市立袋町小学校西校舎は、
1階に広島県内外からの医療団詰所と救護所、2階には広島県庁の厚生部が臨時に置かれ、
3階は赤十字国際委員会駐日首席代表マルセル・ジュノー博士の尽力によりもたらされた15トンの医薬品と医療機材の保管場所となり翌年の小学校再開迄の間、被爆まもない広島の医療行政の拠点となった。

### 原爆による死亡者
8月6日午前8時すぎに原爆が炸裂したとき、広島市にいた人数は不明である。広島市の人口は疎開により44万人から32万人に減少したが、郊外からの通勤により昼間人口は37～40万人であった。広島市所在の日本軍は推定4万人、米軍調査では推定2万4000人。1946年（昭和21年）8月10日に広島市がまとめた数値は、総人口320,081人、死亡118,661人、負傷者79,130人、生死不明3,677人、無傷者118,613人、軍隊被害者は含めず。1945年（昭和20年）8月13日の中国軍管区司令部調査では、軍管区部隊の健在2,315人、戦死585人、戦傷3,973人、行方不明2,777名であった。
爆心地から500メートル以内での被爆者は、即死および即日死の死亡率が約90パーセントを超え、500メートルから1キロメートル以内での被爆者では、即死および即日死の死亡率が約60から70パーセントに及んだ。さらに生き残った者も7日目までに約半数が死亡、次の7日間でさらに25パーセントが死亡していった。
11月までの集計では、爆心地から500メートル以内での被爆者は98から99パーセントが死亡し、500メートルから1キロメートル以内での被爆者では、約90パーセントが死亡した。1945年（昭和20年）の8月から12月の間の被爆死亡者は、9万人から12万人と推定されている。

1970年に広島大学放射能医学研究所がまとめた調査結果では、爆心地から半径500m以内で生き残った者は10人としている。
2019年11月27日に広島市が発表した調査結果によると1945年年末までの犠牲者で氏名が確認されたのは8万9025人で、これを翌28日に報じた『中国新聞』では一家全滅や朝鮮人等の外国人が確認できないためではないかと推察している。
原爆が投下された際に広島市内にはアメリカ軍の捕虜十数名が収容されていたが、全員が被爆死している。このアメリカ軍捕虜は7月28日に呉軍港空襲を行って戦艦「榛名」に撃墜されたアメリカ陸軍航空隊のコンソリデーテッド・エアクラフトB-24爆撃機数機（タロア号、ロンサムレディ号、その他）の乗組員である。彼らは憲兵隊司令部がある広島市に移送された直後の被爆であった（「広島原爆で被爆したアメリカ人」参照）。

## 被爆者を使った人体実験
東京帝国大学が、広島と長崎の原爆による被爆者を使って、戦後2年以上に亘り日本国憲法施行後も、あらゆる人体実験を実施したことを、NHKが2010年8月6日放送の『NHKスペシャル 封印された原爆報告書』にて調査報道した。
その報道の内容は次の通り。

字幕：昭和20年8月6日、広島。昭和20年8月9日、長崎。
ナレーター：広島と長崎に相次いで投下された原子爆弾、その年だけで、合わせて20万人を超す人たちが亡くなりました。原爆投下直後、軍部によって始められた調査は、終戦と共に、その規模を一気に拡大します。国の大号令で全国の大学などから、1300人を超す医師や科学者たちが集まりました。調査は巨大な国家プロジェクトとなったのです。2年以上かけた調査の結果は、181冊。1万ページに及ぶ報告書にまとめられました。大半が、放射能によって被曝者の体にどのような症状が出るのか、調べた記録です。日本はそのすべてを英語に翻訳し、アメリカへと渡していました。

字幕：東京大学
ナレーター：日本が国の粋を集めて行った原爆調査。参加した医師は、どのような思いで被曝者と向き合ったのか。山村秀夫さん90歳、都築教授が率いる東京帝国大学調査団の一員でした。当時、医学部を卒業して2年目の医師だった山村さん。調査はすべてアメリカのためであり、被曝者のために行っている意識は無かったと言います。
山村さん：もういっさいだって、結果は日本で公表することももちろんダメだし、お互いに持ち寄って相談するということもできませんですから。とにかく自分たちで調べたら全部向うに出すと。
ナレーター：山村さんが命じられたのは、被曝者を使ったある実験でした。報告書番号23、山村さんの論文です。被曝者にアドレナリンと言う血圧を上昇させるホルモンを注射し、その反応を調べていました。12人の内6人は、わずかな反応しか示さなかった。山村さんたちは、こうした治療とは関係のない検査を毎日行っていました。調べられることはすべて行うのが、調査の方針だったと言います。
山村さん：生きてる人は生前にどういう変化を起こしているかということを、少しでも何かの手掛かりは見つけて、調べるということだけでしたから、それ以外何にもないですね。あんまり他のことも考えれなかったですね。とにかくそれだけやると。
NHKインタビューアー：今となってみたらどうお感じになりますか?そのことは。
山村さん：（苦笑）、今となってみたらねぇ。そうですねえ、まあもっと他にいい方法があったのかも知れませんけど、だけど今と全然違いますからねぇ、その時の社会的な状況がね。

## 原爆に対する日米政府の反応と原爆報道
（この節以下では被爆地の状況に視点を置く）

### 第一報 8月6日

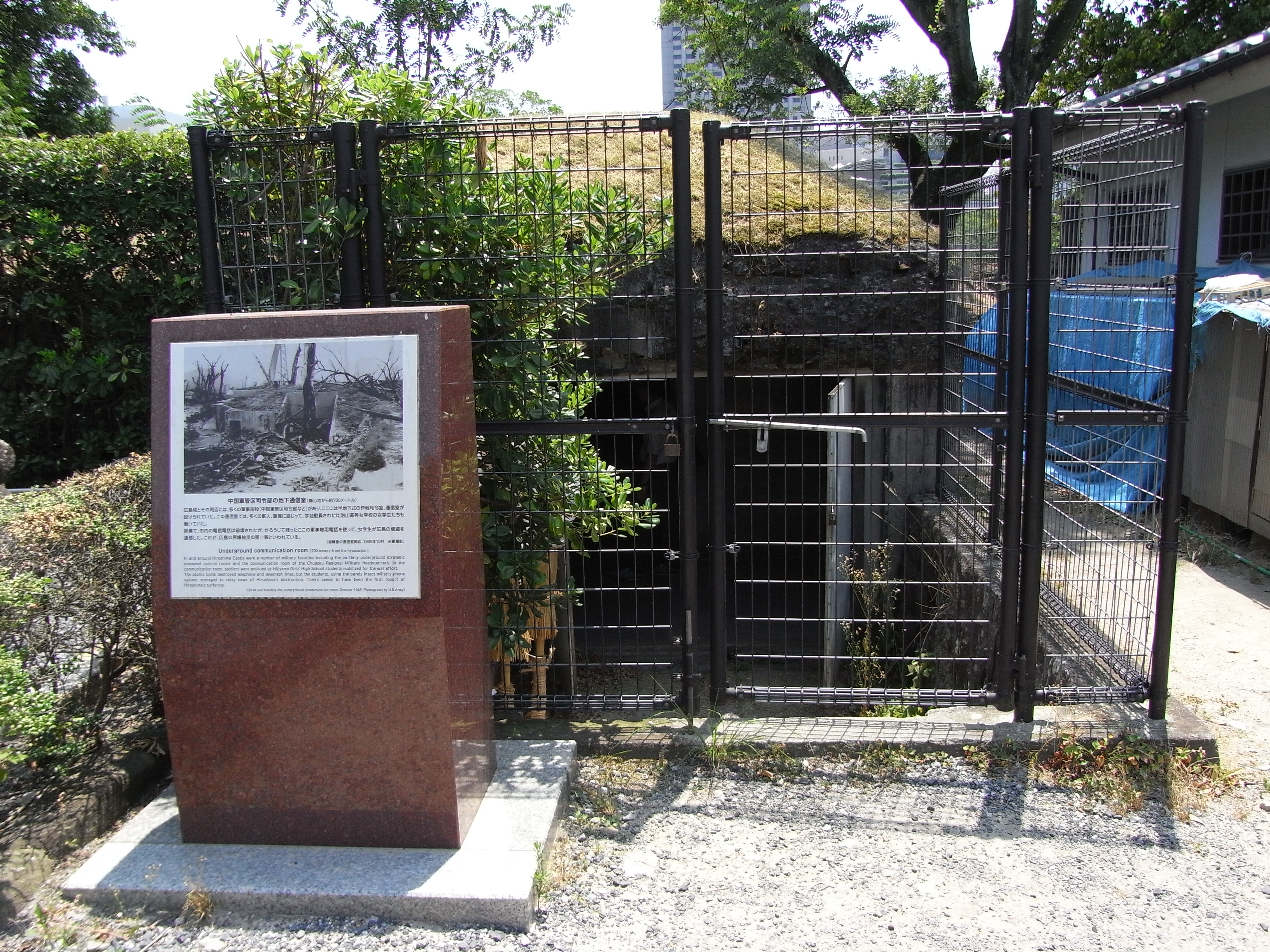
中国軍管区司令部跡

8時過ぎ、エノラ・ゲイが広島市街を目視確認する直前、広島県警所轄の甲山監視哨、三次監視哨、松永監視哨等から海軍の呉鎮守府に、敵大型機（あるいはB-29）3機が広島市方面に向かうとの電話連絡があり、8時10分頃に警戒警報が発令された。陸軍中国軍管区司令部にも同様の電話連絡があり、8時13分に広島・山口両地区に警戒警報が発令された。続いて海軍の中野探照燈台、板城探照燈台や陸軍の中国軍管区司令部から呉鎮守府に続報があり、呉地区に空襲警報が発令された。高射砲陣地が戦闘配置し、対空戦闘用意の態勢に移行して高度標定機による敵機観測と高射砲弾の信管調定を開始し、呉鎮守府飛渡瀬砲台では15.5cm高角砲がエノラ・ゲイを有効射程内に捕捉し、射撃命令を待っていた。
中国軍管区司令部の地下壕にある作戦室の指揮連絡室では、隣の作戦室からの伝票「八・一三、広島、山口、ケハ」を受け取り、学徒動員の恵美（旧姓・西田）敏枝が宇品高射砲大隊と吉島飛行場に、荒木（旧姓・板村）克子が四国軍管区司令部（善通寺）に、岡（旧姓・大倉）ヨシエが電話交換機を使って各地の陸軍司令部や報道機関に一斉に電話連絡しようとした瞬間、原爆が炸裂した（中国軍管区司令部からの警戒警報は各方面に伝達されることはなかった）。
第三四三海軍航空隊の本田稔少尉は、広島市上空を紫電改で飛行中に原爆投下に遭遇し、原爆投下を上空から目撃した唯一の日本人となった。本田の紫電改は原爆の衝撃波で500mほど降下したものの何とか墜落は免れ基地に帰投した。
呉市の呉鎮守府では橋本象造参謀長以下数名が、原爆炸裂の瞬間と、キノコ雲の発達を目撃した。呉鎮守府は各方面に対し、広島が大被害を受けたことを通達した。
広島中央放送局の流川演奏所では、古田正信放送員が呉鎮守府が発令した警報のメモを持って第2演奏室（スタジオ）に入った。古田が放送休止時間のため停波中だった原放送所に警報発令の合図を送り、放送所の送信機が始動した直後に原爆が炸裂、演奏所と放送所を結ぶ中継線が断線したため警報は放送されなかった。広島放送局では約40名の職員が犠牲となった。
広島城内にある中国軍管区司令部の地下壕は半地下式のコンクリート耐爆シェルターであったため、熱線の被害は限定的であったが、小窓から入った衝撃波によって多くの負傷者を出した。荒木と岡は一旦壕の外に脱出したが再び地下壕に戻り、荒木は四国軍管区司令部からの電話連絡を受け、岡は西部軍管区司令部（福岡）と歩兵第41連隊（福山連隊）司令部に、広島空襲の第一報を電話で伝えた。

### 広島中央放送局 原放送所

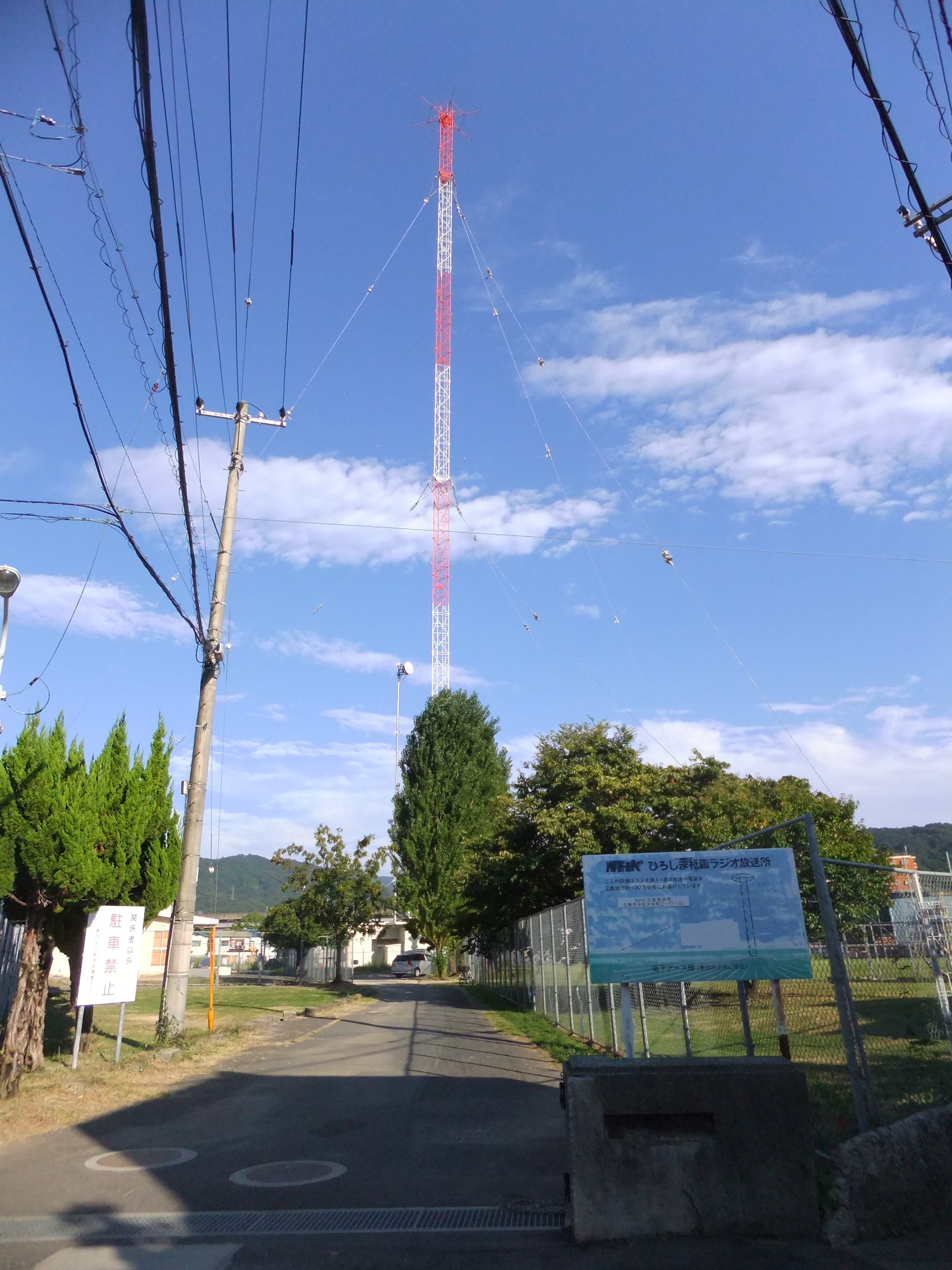
2014年のNHK祇園ラジオ放送所

上記のごく一部を除いてあらゆる通信が途絶した広島は、被害状況報告や救援要請を行う手段を失った。しかし、広島市郊外にある広島中央放送局原放送所（現在のNHK祇園ラジオ放送所）の主要設備（放送鉄塔を含む）は無事であった。原放送所は同盟通信社広島支社の緊急避難先となっていたが、偶然郊外の同僚宅にいて無事だった同盟通信記者の中村敏が避難、11時30分頃（16時の説もある）、同盟通信社岡山支社に「6日午前8時16分頃、敵の大型機1機ないし2機、広島上空に飛来し、特殊爆弾を投下、広島市は全滅した。死者およそ17万人の損害を受けた」との第一報を送った。この第一報は同盟通信岡山支社経由で東京本社に届けられた。また第一報は、当日昼過ぎに大本営にも届けられた。なお広島中央放送局は翌7日朝より原送信所の予備演奏所を使い、生き残った職員によって単独放送を開始、ネット回線が復旧、全国放送まで完全にできるようになったのは8月29日夕方であった。8月15日の玉音放送は、臨時回線によって届けられ、雑音だらけでほとんど聞き取れない状態ではあったが、広島でも放送された。

### 大本営発表
8月6日8時30分頃、呉鎮守府が軍令部（大本営海軍部）に広島が空襲を受けて壊滅した旨を報告した。続いて10時頃には第2総軍が各機関に連絡した。各方面から特殊爆弾により広島が全滅したとの報を受けた大本営は、政府首脳にも情報を伝え、午後早くには「広島に原子爆弾が投下された可能性がある」との結論が出された。夕刻には蓮沼蕃侍従武官長が昭和天皇に「広島市が全滅」と上奏した。大本営は翌7日15時30分に報道発表を出した。

大本営発表（昭和二十年八月七日十五時三十分）
一、昨八月六日広島市は敵B29少数機の攻撃により相当の被害を生じたり

二、敵は右攻撃に新型爆弾を使用せるものの如きも詳細目下調査中なり

8月7日、防衛本部は、各警察署へ「八月六日午前八時二十分ごろ、特殊爆弾により広島市は殆んど全滅または全焼し、死傷者九万人に及ぶものと推定せられる」と通報した。またこの日、高野源進広島県知事(原爆投下を知り、出張先の福山から戻ってきていた）は次のように告諭している。

「今次ノ災害ハ惨悪極マル空襲ニヨリ吾国民戦意ノ破砕ヲ図ラントスル敵ノ謀略ニ基クモノナリ、広島県民諸君ヨ、被害ハ大ナリト雖モ之戦争ノ常ナリ、断ジテ怯ムコトナク救護復旧ノ措置ハ既ニ着々ト講ゼラレツツアリ、軍モ亦絶大ノ援助ヲ提供セラレツツアリ、速ニ各職場ニ復帰セヨ、戦争ハ一日モ休止スルコトナシ」

### 米国政府の声明 8月7日
8月6日深夜（米東部標準時。日本時間7日未明）、ポツダム会談を終えて帰国中のハリー・S・トルーマン米大統領は、大西洋上の重巡洋艦「オーガスタ」において、次のような内容の声明を収録した。

16時間前、アメリカの飛行機が日本軍の最重要陸軍基地・広島に一発の爆弾を投下した。この爆弾の威力はTNT2万トンを上回るものである。これまでの戦争の歴史において使用された最大の爆弾、イギリスのグランドスラム爆弾と比べても、2000倍の破壊力がある。（中略）つまり原子爆弾である。
ポツダムで7月26日に最後通告が出されたのは、日本国民を完全な破壊から救うためであった。日本の指導者たちは、この最後通告を即刻拒否した。もし彼らがアメリカの出している条件を受け入れないならば、これまで地球上に一度も実現したことのないような破壊の雨が降りかかるものと思わねばならない。

呉鎮守府司令部、同盟通信川越分室（現・川越市立博物館）もこの声明を傍受した。広島市で救援活動をおこなっていた陸軍船舶練習部の戦闘詳報でも、トルーマン大統領の声明（英語）と、ハワイ諸島から発信されていた日本向けプロパガンダ放送（日本語）の内容を記録している。大本営もトルーマン声明を把握したが、公式調査が終了するまでは「原子爆弾」という単語の使用を控えることにした。
また現地時間の8月6日、ワシントンD.C.のホワイトハウスは声明を発表した。

### ラジオによる報道
8月6日、大阪中央放送局が日本時間21時からの報道の最初に、B29が広島市に侵入し、焼夷弾と爆弾によって攻撃、損害は目下調査中という内容を放送し、アメリカの連邦通信委員会(FCC)内の外国放送諜報局（FBIS）ポートランド受信所で受信された。また、報道の後半のローカルニュースで、下り大阪からの列車は山陽線の三原駅で折り返し、三原から海田市駅までは呉経由などの情報が放送された。

### 新聞による報道
原爆が投下された8月6日には大本営発表がなされなかったため、新聞各紙の扱いは小さかった。しかし、同じ8月7日付『朝日新聞』であっても、大阪版は東京版よりも記事が詳細で、「きのふの来襲図」には原爆搭載機の飛行ルートが記されている。

『朝日新聞』東京版（1945年8月7日付）
広島を焼爆
六日七時五十分頃B29二機は広島市に侵入、焼夷弾爆弾をもつて同市附近を攻撃、このため同市附近に若干の被害を蒙つた模様である（大阪）

『朝日新聞』大阪版（1945年8月7日付）
天候回復、敵襲にそなへよ / 西宮、広島暴爆 / 今治、前橋等にも来襲
（広島）六日七時五十分ごろB29二機は四国東南端より北進、香川県西部を経て広島市に侵入、焼夷弾、爆弾をもつて同市附近を攻撃の後反転、八時三十分ごろ同一経路を土佐湾南方に脱去した、このため広島市附近に若干の損害を蒙つた模様である、敵米はわが中小都市、重要工場などの爆撃は夜間を選び、専ら自軍の損害をさける隠密行動をとつていたが昼間、偵察をこととしていた敵がわが方が油断したと思つたか、白昼僅か二機を持つて爆弾、焼夷弾を混投したことは今後十分警戒を要する

8月7日の大本営発表を受け、8月8日には各紙とも広島が「新型爆弾」で攻撃されたことを1面トップで報じた。このように、原子爆弾は当初「新型爆弾」と呼ばれていた。トルーマン大統領の声明や現地の調査報告から原子爆弾の可能性が高いことは認識していたが、有末部隊の公式調査が終わるまでは「原爆」の表現を控えたのである。

### 米軍機によるリーフレット撒布

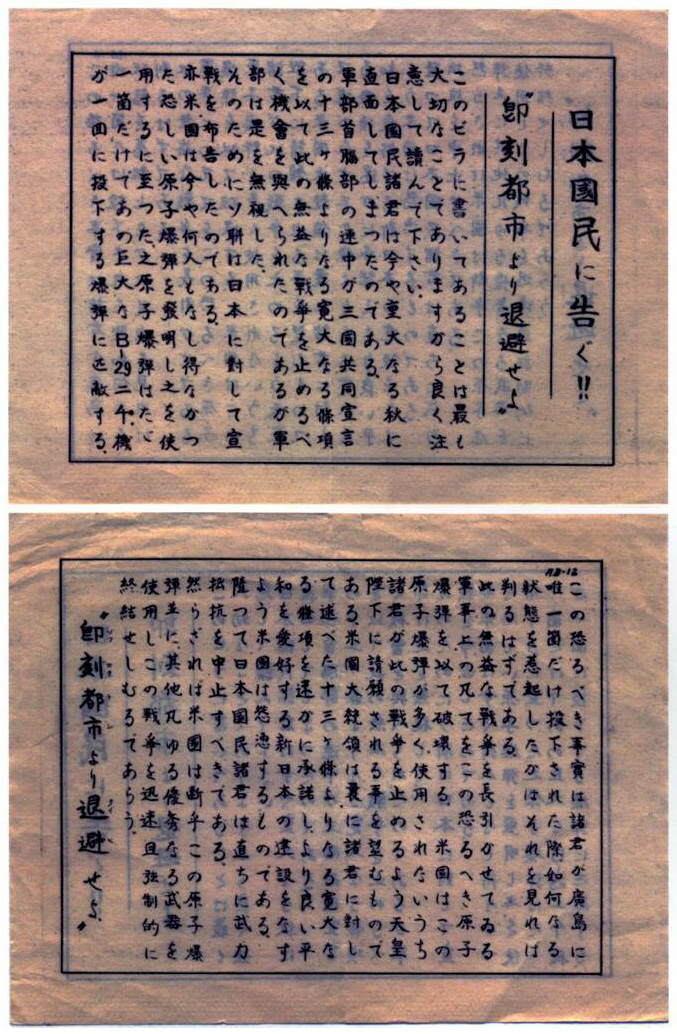
広島原爆投下後に撒かれたリーフレット

また、8月9日から10日朝にかけて、原子爆弾投下に関するリーフレット（番号：AB-11）が大阪、長崎、福岡、東京に投下された。さらに、ソ連参戦を記した新しい内容のリーフレット（番号：AB-12）が10日に熊本、八幡、大牟田、横浜に投下された。

（AB-11）

即刻都市より退避せよ
日本国民に告ぐ！！
このビラに書いてあることを注意して読みなさい。

米国は今や何人もなし得なかつた極めて強力な爆薬を発明するに至つた。今回発明せられた原子爆弾は只その一箇を以てしても優にあの巨大なB-29二千機が一回に搭載し得た爆弾に匹敵する。この恐るべき事実は諸君がよく考へなければならないことであり我等は誓つてこのことが絶対事実であることを保証するものである。

我等は今や日本々土に対して此の武器を使用し始めた。若し諸君が尚疑があるならばこの原子爆弾が唯一箇広島に投下された際如何なる状態を惹起したか調べて御覧なさい。

この無益な戦争を長引かせてゐる軍事上の凡ゆる原動力を此の爆弾を以て破壊する前に我等は諸君が此の戦争を止めるよう陛下に請願することを望む。

米国大統領は曩に名誉ある降伏に関する十三ヶ条の概略を諸君に述べた。この条項を承認しより良い平和を愛好する新日本の建設を開始するよう我等は慫慂するものである。諸君は直ちに武力抵抗を中止すべく措置を講ぜねばならぬ。

然らざれば我等は断乎この爆弾並びに其の他凡ゆる優秀なる武器を使用し戦争を迅速且強力に終結せしめるであらう。
“即刻都市より退避せよ”

（AB-12）

日本国民に告ぐ！！
“即刻都市より退避せよ”
このビラに書いてあることは最も大切なことでありますから良く注意して読んで下さい。

日本国民諸君は今や重大なる秋に直面してしまつたのである。

軍部首脳部の連中が三国共同宣言の十三ヶ条よりなる寛大なる条項を以て此の無益な戦争を止めるべく機会を与へられたのであるが軍部は是を無視した。

そのためにソ聯は日本に対して宣戦を布告したのである。

亦米国は今や何人もなし得なかつた恐しい原子爆弾を発明し之を使用するに至つた。之原子爆弾はたゞ一箇だけであの巨大なB-29二千機が一回に投下する爆弾に匹敵する。この恐るべき事実は諸君が広島に唯一箇だけ投下された際、如何なる状態を惹起したかはそれを見れば判るはずである。

此の無益な戦争を長引かせてゐる軍事上の凡てを此の恐るべき原子爆弾を以て破壊する。米国は此の原子爆弾が多く使用されないうち諸君が此の戦争を止めるよう天皇陛下に請願される事を望むものである。米国大統領は曩に諸君に対して述べた十三ヶ条よりなる寛大なる条項を速やかに承諾し、より良い平和を愛好する新日本の建設をなすよう米国は慫慂するものである。随つて日本国民諸君は直ちに武力抵抗を中止すべきである。

然らざれば米国は断乎この原子爆弾並に、其他凡ゆる優秀なる武器を使用しこの戦争を迅速且強制的に終結せしむるであらう。
“即刻都市より退避せよ”

### 調査 8月6日 - 10日

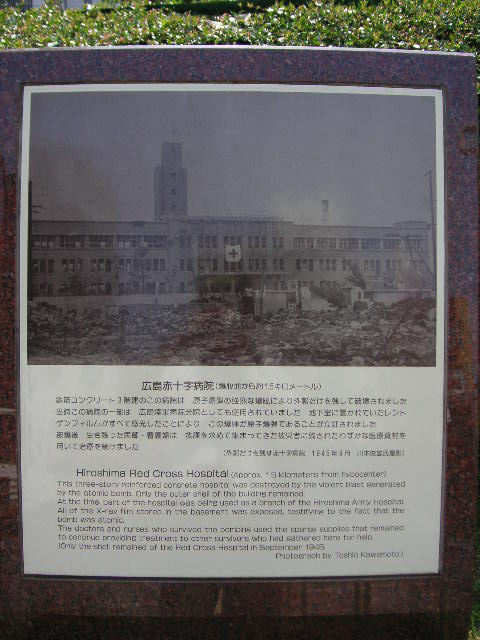
レントゲンフィルムの感光のことも書かれている広島赤十字・原爆病院の原爆被災の解説

火勢がやや収まってきた6日17時30分、呉鎮守府の呉海軍工廠調査班が入市調査を開始し、翌7日までには熱線や爆風による被害および正確な爆心地を解析した。また同7日、帝国陸軍参謀本部（大本営陸軍部）も調査団を派遣する。参謀本部第二部長の有末精三中将を団長とした大本営調査団、陸軍軍医学校の教官を中心とする陸軍省広島災害調査班と共に空路で移動し、8日午後に現地入りした。同8日、大本営海軍部調査団と現地調査部隊は、『8月6日廣島空襲被害状況報告書』にて、原爆の空中爆発による攻撃であると断定した。
同8日、中部軍や呉鎮守府は、沖縄戦で捕虜にしたパイロットやプロパガンダ放送から得た情報として、広島に原子爆弾が投下されたこと、「（連合軍将兵の間では）3発目の原爆が8月12日に東京投下予定との風評あり」と各方面に発信した。
9日、陸軍省広島災害調査班が日本赤十字広島赤十字病院の地下室でレントゲンフィルムが全て感光していることを確認、直ちに陸軍軍医学校に放射線専門家の派遣を要請している。
これを受けた陸軍軍医学校は、陸軍軍医学校レントゲン教官である御園生圭輔軍医および理化学研究所の研究者玉木英彦研究員・村地孝一研究員・木村一治研究員らを派遣して残留放射線量測定や被爆者の血液検査などを行った。この結果、土壌中からストロンチウム92やセシウム137が大量に検出され、白血球の減少している被爆者が多いことが分かった。後に遺体病理解剖にて被爆者を蝕んだ放射線はα線、γ線、β線、中性子線であることが判明した。
10日10時、広島陸軍補給廠にて第2総軍や陸軍船舶練習部および海軍呉鎮守府等の軍関係者や目撃者を交えた陸海軍合同検討会を開催した結果は、

八月六日広島空襲ニ対スル研究会議事概要

二〇．八．一〇 呉工廠

1. 一、日時、場所 八月十日 於広島陸軍補給廠
  
2. 四、判決
      1. （イ）弾種、通常ノ爆薬又ハ焼夷剤ニアラズ 原子爆弾又ハ威力之ト同等ノ特殊爆弾ナルモノト認ム
      
  2. （ロ）爆発位置 護国神社南方三〇〇米、高度五五〇米
      
  3. （ハ）爆圧、爆心地上ニ於テ六粁／平方糎程度ト推定スルモ 尚検討ヲ要ス
      
  4. （ニ）火傷原因 光線ノ影響ナルモ尚β線及X線ノ影響アルベシ、光線ノ持続時間ハ瞬間ニ非ザルモノノ如シ
      
  5. （ホ）火災ノ原因 熱線ニ依リ引火シ易キ物質（藁、黒幕等）発火シ火災ノ原因トナルコトアリ
      
  6. （ヘ）投弾法 必シモ落下傘ヲ伴ハズ

3. 五、対策
      1. （イ） 一般ニ達スベキモノ
            1. （一）警戒警報中ト雖モ敵機上空ニ近接ヲ知ラバ掩蓋アル屋外防空壕ニ退避スベシ
          
    2. （二）間ニ合ハザルモノハ遮蔽下ニ低キ姿勢トナルベシ、閃光後直チニ空地ニ飛ビ出スベシ
          
    3. （三）服装ハ露出部ヲナクシ、厚着ヲナシ白色ノ下着ヲ着スベシ
          
    4. （四）火傷薬ヲ所持セヨ
          
    5. （五）硝子窓ハ負傷ノ原因トナルヲ以テ撤去シ、日本建築等ハ半地下式ニ改造スルヲ可トス

  2. （ロ） 軍関係対策
            1. （一）投下機ノ外観ノ特異点ハ不明ナリ。投下時急旋回セリ
          
    2. （二）基地飛行機は有蓋掩体若ハ地下ニ格納スベシ

以上を直ちに政府に報告した。

#### 残留放射線調査
これとは別に、理化学研究所、京都帝国大学、大阪帝国大学、東京帝国大学、九州帝国大学などのグループも調査を行った。

### 日本政府の抗議声明
8月10日、アメリカ合衆国連邦政府に対し日本政府は、スイス政府を通して抗議文を提出した。

### 原爆被害報道の本格化
広島赤十字病院地下室のレントゲンフィルムが全て感光していることを知り、6日に広島を襲った新型爆弾の正体が原爆であると確認した軍部は、緘口令を諦めて報道統制を解除。11日から12日にかけて新聞各紙は広島に特派員を派遣し、原爆のことを読者に明かした上、被爆地の写真入りで被害状況を詳細に報道した。科学雑誌などで近未来の架空兵器と紹介されていた原爆が開発され、日本が戦略核攻撃を受けたことを国民はここに初めて知った。
この原爆報道により、新潟県は8月11日に新潟市民に対して「原爆疎開」命令を出し、大半の市民が新潟市から脱出した。これは新潟も原爆投下の目標リストに入っているらしいという情報が流れたからである。原爆疎開が行われた都市は新潟市のみであった。また東京でも、単機で偵察侵入してきたB-29を「原爆搭載機」、稲光を「原爆の閃光」と誤認する一幕もあった。
連合国軍占領下の1945年12月9日、GHQの民間情報教育局が制作したラジオ放送番組『眞相はかうだ（真相はこうだ）』の放送がはじまった。「原爆投下に対し、アメリカ合衆国の世論はどうだったか」という題があった。第10回放送では「連合国は新発明の恐るべき爆弾、すなわち原子爆弾を広島の軍事施設に投下しました」「同じく8月9日、さらに強力な二度目の原子爆弾は長崎軍港の軍事施設と三菱ドックに投下されたました」と表現した。

## 広島原爆の破壊力と被害
この節では広島に落とされた原爆の破壊力に関する科学的な記述をする。

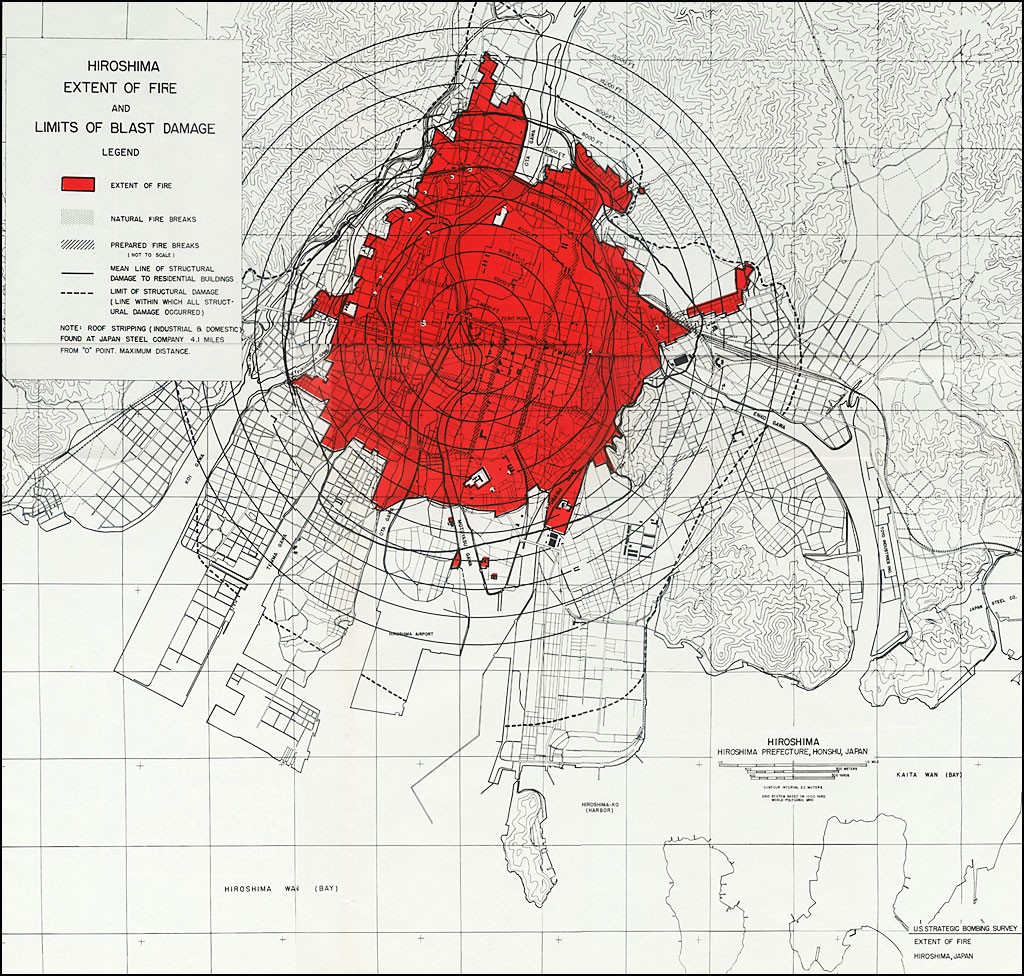
赤は全焼区域

### 広島原爆の破壊力
広島原爆には約50キログラムのウラン235が使用されており、このうち核分裂を起こしたのは1キログラム程度と推定されている。
広島原爆はウラニウム型原爆であり、計算上得られる一定量以上のウラン235を「寄せ集める」だけで臨界核爆発を起こす。従って分割したウラン235の塊を合わせるだけの簡単な構造のもので、爆発そのものはほぼ確実であることから、複雑な構造を持つ爆縮型の長崎型原爆（プルトニウム型原爆）とは異なり、事前の核実験（爆発実験）による動作の検証はなされず、設計図通りに作られたものがそのまま広島に投下され、後に広島の被災実態から詳細な計算がなされた。長崎型原爆の動作確認であり、人類初の核爆発については「トリニティ実験」（1945年7月26日）参照。
1キログラムのウラン235の核分裂によって0.68グラムの質量欠損が生じ、アインシュタインの特殊相対性理論が示す「質量とエネルギーの等価性 E = mc2 」によってエネルギーに変換される。
爆発で放出されたエネルギーは約63兆ジュール（62.8 [TJ（テラジュール）]、6.28 × 1013 [J]）、TNT換算で1万5千トン（15キロトン）相当に及んだ。エネルギーは爆風（衝撃波・爆音）、熱線、放射線となって放出され、それぞれの割合は50パーセント・35パーセント・15パーセントであった。

#### 爆風
爆発の瞬間における爆発点の気圧は数十万気圧に達し、これが爆風を発生させた。
爆心地における爆風速は440メートル毎秒以上と推定されている。これは音速349メートル毎秒を超える爆風であり、前面に衝撃波を伴いながら爆心地の一般家屋のほとんどを破壊した。
比較するとこの風速は、強い台風の中心風速の10倍である。そして、爆風のエネルギーは風速の3乗に比例する。すなわち、原爆の爆風はエネルギー比では台風の暴風エネルギーの1,000倍であった。
また、爆心地における爆風圧は350万パスカルに達した（1平方メートルあたりの荷重が35トンとなる）。半径1キロメートル圏でも100万パスカルである。丈夫な鉄筋コンクリート建築以外の建造物は、爆風圧に耐え切れずに全壊した。半径2キロメートル圏で30万パスカルとなり、この圏内の木造家屋は全壊した。
爆心地から約15km以上離れた厳島神社でも、建物の窓ガラスが割れる被害があった。

#### 熱線
核分裂で出現した火球の表面温度は数万度に達した。中心の温度は約1,000キロケルビン（≒1,000,000℃）であった。
火球から放出された熱線エネルギーは22兆ジュール（5.3兆カロリー）である。熱線は赤外線として、爆発後約3秒間に一挙に放出された。地表に作用した熱線のエネルギー量は距離の2乗に反比例する。地表で受けたエネルギーは、爆心地では平方センチメートルあたり100カロリー、500メートル圏で56カロリー、1キロメートル圏で23カロリーであった。
比較すると、爆心地の地表が受けた熱線は通常の太陽の照射エネルギーの数千倍に相当する。
このような極めて大量の熱量が短期間に照射される特徴から、熱が拡散されず、照射を受けた表面は直ちに高温となった。爆心地付近の地表温度は3,000 - 6,000℃に達し、屋根瓦は表面が溶けて泡立ち、また表面が高温となった木造家屋は自然発火した。火災は投下後２時間で半径2ｋｍまで広がった。火災は木造家屋だけでなく、コンクリート建造物の中でも起こった。火災による上昇気流のために最初は川の水や土砂を吸い上げるような竜巻が起こり、やがて火災旋風も起こった。

#### 放射線
核分裂反応により大量のアルファ線、ベータ線、ガンマ線、中性子線が生成され、地表には透過力の強いガンマ線と中性子線が到達した。地表では中性子線により物質が放射化され、誘導放射能を有する物質が生成された。
爆心地の地表に到達した放射線は、1平方センチメートルあたり高速中性子が1兆2千億個、熱中性子が9兆個と推定されている。広島電機大学（1999年当時）の葉佐井博巳教授は、爆心地にいて放射線をあびた人々は、爆風や熱線や閃光に晒されなかったとしてもおそらく全員が亡くなっていたであろうと推定している。

### 黒い雨・二次被爆
原爆の炸裂の閃光と共に、巨大なキノコ雲（原子雲）が生じた。米軍観測機の報告によれば、投下５分後、空中爆発で生じた直径約５kmに達する灰色の巨大な雲が市中心部に垂れ下がり、雲の中心から白い煙の柱が立ち上って上昇、やがて17,000メートルに達し、頂上はさらにかなりの大きさに広がった。キノコ雲の到達高度は従来約8,000メートルだとされてきたが、米軍機が撮影した写真を基に測定したところ、実に2倍の約16,000メートルに達していたことが判明した。投下４時間後に広島上空に来た米軍偵察機乗員は、市全体がまだ煙の雲に覆われていて、その周にやっと火災を認めることが出来たと述べている。実際に、写真には巨大な火災積乱雲が映っていて、地上の火災による上昇気流を得て拡大、場合によっては下降気流を起こし、地上の火災や火災旋風を拡大した可能性がある。
低高度爆発であったためにキノコ雲は地表に接し、爆心地に強烈な誘導放射能を有する物質をもたらした。熱気は上空で冷やされ雨となった。この雨は大量の粉塵・煙を含んでおり、粘り気のある真っ黒な大粒の雨で、「黒い雨」と呼ばれる。放射性降下物を含む黒い雨は浴びた人間を被曝させ、土壌や建築物および河川などが放射性物質で汚染された。
当日、広島市上空には南東の風が吹いていたため、キノコ雲は徐々に北北西へ移動し、やがて崩壊し、日本海方面へ流れていった。このため市北西部の南北19キロメートル×東西11キロメートルの楕円形の領域において黒い雨が1時間以上強く降り、この雨に直接当たる、あるいはこの雨に当たったものに触れた者は被曝した。、夏の暑さ・火事の熱や爆発の熱線による火傷で皮膚を失い体の水分が蒸散し渇きに耐えかねた人々は神の恵みだと言って雨水を飲み、内部被曝を起こした。のちに広島大学が推定した爆心地近くにいた者の被曝線量は1～6Svとされている。通常、3Sv程度が半数生存量とされている。戦後の調査研究で、黒い雨の他、広範囲に放射性の黒い灰状の粉塵が6日15時頃まで降り、郊外にまで広範に放射性物質による汚染をもたらしていたことが判明している。
黒い雨が降ったエリアについて、被曝者や広島県、広島市は、現在の広島市域外にも及んでいたと主張。日本政府に対してより広範囲の認定を求め、訴訟も提起されている。厚生労働省も再検討に着手している。
なお、放射性核分裂生成物、核爆発時に生じた大量の中性子線による誘導放射能を有する物質が発する放射線などにより被曝した者を「二次被爆者」という。上述の、広島市郊外で降った黒い雨による放射線被曝者も二次被爆者になる。
原爆投下後、被爆者の救援活動などのため、広島市外より広島市に入市し、誘導放射能を有する物質が発する放射線などにより被曝した者を「入市被ばく者」という。規定では、原爆投下後2週間以内に爆心より約2キロ以内の区域に立ち入った者が入市被ばく者とされている。原爆投下当日、爆心地へ入り数時間滞在した者は約0.2シーベルト、翌日に入った者は約0.1シーベルトの被曝をした。
その他、被災地域より避難してきた被爆者の放射性物質による汚染された衣類や頭髪に触れて被曝した者も多くいた。当時は放射性物質や放射線の性質、その危険性を知る者が、物理学者やごく一部の軍関係者、医療関係者程度であったことが影響した。

## 人体への影響
（この節以下では広島に落とされた原爆の人的被害に関する科学的な記述をする）

### 短期的影響
原爆の熱線には強烈な赤外線、紫外線、放射線が含まれており、約600メートル離れたところでも（瓦の表面が溶けて泡状になるという現象から）2,000度以上に達したと見られる。爆心地から1キロメートル以内では5度の重い熱傷を生じ表皮は炭化し、皮膚は剥がれて垂れ下がった（表皮の水分が気化・膨張したことによるもので、アメリカ側はこの現象を閃光熱傷（フラッシュバーン、Flash burn）と名付けた）。熱線による被害は3.5キロメートルの距離にまで及んだ。また熱線にて発火した家屋の火災による第2次熱傷を受けた者もいた。爆心地から1キロメートル以内で屋外被爆した者は重い熱傷のため、7日間で90パーセント以上が死亡している。爆心から20キロメートル離れた呉の海軍基地や可部地区や大野地区では、戸外に出ていた人は熱傷を負わずとも、「熱い」と感じている。

#### 外傷
原爆の爆風により破壊された建物のガラスや建材などが散弾状となり全身に突き刺さって重傷を負う者が多数出た。戦後何十年も経過した後に体内からこのときのガラス片が見つかるといった例もあった。爆風により人間自体が吹き飛ばされて構造物などに叩きつけられ全身的な打撲傷を負ったり、急激な気圧の変化や体への強い衝撃により眼球や内臓が体外に飛び出すといった状態を呈した者もいた。さらに熱線を浴びた体に爆風を受けたことで、火傷の部位を引き剥がされ致命的な傷につながった。
このような全身的な被害を受けた者は大半が死亡した。

#### 高線量被曝と急性放射線症候群
爆心地における放射線量は、103シーベルト（ガンマ線）、141シーベルト（中性子線）、また爆心地500メートル地点では、28シーベルト（ガンマ線）、31.5シーベルト（中性子線）と推定されている。また、爆心地から1.25～1.5kmの距離で発見された被爆者の顎の骨からは推定で9.46シーベルトの放射線が検出されている。すなわち、この圏内の被爆者は致死量の放射線を浴びており、即死（即日死）ないしは1カ月以内に大半が死亡した。建物疎開のために広島市とその近郊の中学校39校から集まっていた中学1年生の学徒約8,000人は、屋外にいたため原爆の熱線や爆風、放射線が直撃し、当日中に約3,200人が死亡、その後も1ヶ月以内に約6,000人が死亡した。また爆心地5キロメートル以内で放射線を浴びた被爆者は急性放射線症候群を発症した。
急性放射線症では、細胞分裂の周期が短い細胞よりなる造血組織、生殖組織、腸管組織が傷害を受けやすい。
症状は、悪心・嘔吐・食思不振、下痢、発熱から始まる。さらに被爆から2週間後頃に放射能症に特徴的な脱毛が始まる。20日過ぎ頃より皮下出血斑（点状出血）、口腔喉頭病巣を生じる。大量の放射線により骨髄・リンパ腺が破壊され、白血球・血小板の減少など血液障害を起こす。
6シーベルト以上の放射線を浴びた被爆者は、腸管障害（消化管組織の破壊により消化吸収不能となる）により、1カ月以内に大半が死亡した。

### 長期的影響

#### 肉体的影響

##### 熱傷・ケロイド
爆心地から2キロメートル以内で被爆した者は高度から中度の熱傷が生じたが、2キロメートル以遠で被爆した者は軽度の熱傷にとどまり、治癒に要した期間も短かった。しかし、3 - 4カ月経過後、熱傷を受けて一旦平癒した部分に異変が生じ始めた。熱傷部の組織の自己修復が過剰に起こり、不規則に皮膚面が隆起してケロイドを生じた。

##### 放射線症
大量の放射線を浴びた被爆者は、高確率で白血病を発症した。被爆者の発症のピークは1951年、1952年であり、その後は徐々に下がっている。広島の被爆者では慢性骨髄性白血病が多く、白血病発症率は被曝線量にほぼ比例している。また若年被爆者ほど発症時期が早かった。発症すると、白血球が異常に増加し、逆に赤血球などの他の血液細胞が減少して障害を招く。さらに白血球の機能も失っていく。
1950年代、白血病は治療法のない代表的な不治の病の一つであり、発症者の多くが命を落とした。『原爆の子の像』のモデルとなった佐々木禎子は、12歳で白血病のために亡くなっている。
以降は悪性腫瘍（癌）の発症が増加した。転移ではなく、繰り返して多臓器に癌を発症する例がしばしば見られる。これら被爆者の遺伝子には異常が見られることが多い。放射線などにより回復不能にまで損傷を受けたDNAは、翻訳を介して癌の発病を招くこともある。被爆当時、第二次性徴中の女学生だった女性を中心に、乳癌の発症率が高いというデータがある。

#### 精神的影響

##### 心的外傷後ストレス障害など
原爆の手記を分析した結果によると、被爆者の3人に1人が罪の意識（自分だけが助かった、他者を助けられなかった、水を求めている人に応えて挙げられなかった、など）を持っていることが判明している（一橋大学の石田による調査）。「サバイバーズ・ギルト」「心的外傷後ストレス障害」も参照。
精神的影響は、原爆によって直接もたらされたサバイバーズ・ギルトや心的外傷後ストレス障害だけではない。戦後の連合国軍最高司令官総司令部(GHQ)による原爆報道統制が日本国民の間に「被爆者差別」を生み、被爆者はこれにも長く苦しむことになった。すなわち原爆、放射性物質、放射線に関する情報不足より、日本国民の間に「被爆者差別」が生まれた。戦後しばらくの間、新聞・雑誌などにおいても被爆者は「放射能をうつす存在」あるいは重い火傷の痕から「奇異の対象」などとして扱われることがあり、被爆者に対する偏見・差別は多くあった。これらは被爆者の生活に深刻な影響を与えた。
昭和30年代、例えば他の都道府県で就職の際、「広島出身」と申告すると「ピカ（原爆）を受けたのか」と聞かれるのは常であり、被爆の事実を申告したら、仕事に就けないことが多くあった。このため少なからず被爆者は自身が被爆した事実を隠して暮らさざるを得なくなり、精神的に永く苦しめられることになった。原爆のことを「ピカドン」とも言うが、転じて「ピカ」は被爆者を示す差別語ともなっていた。
こうした被爆者差別の存在やその実態については、長らく一部で問題とされていたのみで、広く公にされることはなかった。2010年に日本放送協会(NHK)は、その原因を「戦後のGHQによる言論統制を受けた報道機関が、正しく原爆に関する報道を行わなかったため、当時、日本国民の間で放射性物質・放射線の知識が一般的でなかったことと相まり、国民の間に誤った認識が広く蔓延したためである」と分析、過去に存在した被爆者差別とその実態について発表した。
なお、NHKが被爆者差別について発表する1年前の2009年、中国放送の記者であった秋信利彦（秋信は1975年10月31日、昭和天皇に原爆について質問した記者である）は、当時の被爆者差別や被爆者の報道機関に対する強い反感と反発の実態について証言している。多くの被爆者個人が公に自身の被爆体験を語り始めたのは、おおむね、被爆者差別の軽減以降である。
2008年から2009年の広島市の大規模調査の結果、2008年現在でもなお、被爆者の1%-3%に被爆によるPTSDの症状があることが判明、部分的な症状があるケースも含めると、4%-8%になることがわかった。その主要因は、放射線による病気への不安と、差別・偏見体験である。

#### 次世代への影響

##### 胎内被爆
母親の胎内で被爆することを胎内被爆という。胎内被爆により、小頭症を発症する者がいた。小頭症とは同年齢者の標準より頭囲が2倍以上小さい場合を言う。脳の発育遅延を伴う。諸説あるが、被爆時に胎齢3週 - 17週の胎内被爆者に多く発症した。脳のみならず、身体にも発育遅延が認められ、これらが致命的であるものは、成人前に死亡した。

##### 被爆二世の白血病高発症率
「公式見解」では被爆二世、被爆三世については、永年にわたり健康への影響、すなわち遺伝的影響はないとされてきた。放射線影響研究所は2007年に、被爆二世への遺伝的な影響は、死産や奇形、染色体異常の頻度、生活習慣病を含め認められないと発表した。
一方で、日本国政府などの公式見解となる放射線影響研究所などの発表には以前より疑問の声が多くあり、各大学などでの調査・研究が続けられていた。2012年6月3日、長崎原爆資料館で開催された第53回原子爆弾後障害研究会、広島大学の鎌田七男名誉教授らによる研究成果発表『広島原爆被爆者の子供における白血病発生について』では、広島大学原爆放射線医科学研究所研究グループの長期調査結果報告において、被爆二世の白血病発症率が高く、特に両親共に被爆者の場合に白血病発症率が高いことが、50年に渡る緻密な臨床統計結果より示され、少なくとも被爆二世については遺伝的な影響を否定できないと結論付けた。鎌田は「これでようやく端緒についた。」と語っている。

## その後の広島

### 終戦まで
- 8月6日 - 重巡洋艦「オーガスタ」に乗艦してポツダムからアメリカ大陸に帰国中のトルーマン大統領は、原爆投下の報告を受ける[113]。ホワイトハウスを通じ、原爆の開発経緯と投下について発表[154]。
- 8月7日 - 日本政府と日本軍もトルーマン声明を認識[155]。宮中、日本政府、日本軍とも悲観的空気に包まれる[156]。
- 8月8日 - 大本営が有末陸軍中将を団長とする調査団派遣、広島着[155]。原子物理学専門家として仁科芳雄同行[157]。
- 8月9日 - 未明にソビエト連邦が日ソ中立条約を破棄し[158]、日本へ宣戦布告する前に満州国へ侵略を開始する[159]。11時2分、長崎市に原爆が投下され[160]、数万人が死亡した[161]。これは広島に投下されたウラニウム型とは異なるプルトニウム型（ファットマン）であった。またこの日、広島電鉄市内線の一部区間が運行を再開している。
- 8月10日 - 有末調査団は広島への原爆投下を認定[162][90]。大阪から来たカメラマン宮武甫が被爆の惨状を撮影する。日本政府はポツダム宣言受諾を諸外国に表明[163]。トルーマン大統領、対日戦、第三回目の原爆投下計画（英語版）（候補：新潟、小倉、横浜）を承認せず。
- 8月11日 - 連合国は日本のポツダム宣言受諾を受け入れる旨を回答[164]。
- 8月14日 - 「新型爆彈ニヨル廣島市被害状況調査報告」作成[165]。御前会議においてポツダム宣言受諾を正式に決定し、連合国に受諾を伝える[166]。
- 8月15日 - 終戦の詔勅（玉音放送）[167]。国民への終戦の告知[168]。放送の中で原爆について取り上げ、非人道的行為として非難している[注 28]。
- 8月24日 - 仲みどり死去。医学上認定された史上初の原爆症患者。
- 8月27日 - 日系人ジャーナリストのレスリー・ナカシマが8月22日来広、8月27日付UP通信東京発として世界で初めて被爆の惨状を外電報道（「ウィルフレッド・バーチェット」も参照）。
- 8月28日 - アメリカ軍やイギリス軍を中心とする連合国軍の上陸開始。終戦とGHQ-SCAP支配により全軍武装解除、将兵の復員が開始された。広島の被爆者救護を担ってきた暁部隊も解体し、救護活動は自治体に移管された。しかし戦時災害保護法（1942年制定）の規定により救護期限は2カ月と定められていたため、10月上旬に救護所は閉鎖されてしまう。
- 9月2日 - 各国政府代表が日本の降伏文書に調印。第二次世界大戦が終了（対日戦勝記念日）。

### 戦後
- 9月上旬 - 連合国軍が広島を含めた中国・四国地方の占領業務を開始[169]。
- 9月3日 - 昭和天皇侍従永積寅彦が派遣され、広島を視察する[3]。
- 9月8日 - アメリカによる原爆災害調査（マンハッタン管区調査団及び陸海軍軍医団）が開始された。活動は1947年発足の原爆傷害調査委員会（ABCC）の母体、また後の放射線影響研究所となる。
- 9月14日 - 日本学術研究会議が｢原子爆弾災害調査研究特別委員会｣を設置し、物理学、生物学、医学など学術分野ごとに9つの分科会を設けて専門的研究を行う[170]。
- 9月19日 - 朝日新聞社派遣のカメラマン松本榮一が被害の様子を撮影する。
- 9月19日 - GHQ-SCAPよりプレスコード発令。原爆被害に関する報道は禁止される。
- 9月下旬 - 日本映画社により原爆被害の撮影が開始される[171][172]。撮影は中途からアメリカ軍の管理下となる。映像は1946年（昭和21年）4月に"The Effects of the Atomic Bomb on Hiroshima and Nagasaki"として完成後、フィルムをアメリカ軍に没収された[注 29][注 30][132][173]。
- 9月17日 - 被爆で壊滅状態の広島を枕崎台風（昭和の三大台風の一つ）が襲った。広島県内では各地で土石流が発生し、死者・行方不明者が2,000名を超える大惨事となった。広島近郊の佐伯郡大野村（現・廿日市市）では、大野陸軍病院が土石流の直撃を受け、治療中の被爆者や調査研究に従事していた京都帝国大学の真下教授、大久保忠継助教授など10名の調査団[174]、あわせて100名が死亡した。

- 9月22日 - 日米合同調査団設置。主に医学に関する調査を行う。日本側は都築正男を中心とした[175]。
- 1946年1月 - 広島市復興局が開設されるも、資金難により復興進まず。
- 2月1日 - イギリス連邦占領軍（BCOF）が、広島を含めた中国・四国地方の占領業務をアメリカ軍から引き継ぐ。彼等も広島の惨状を目撃した[176]。
- 1947年12月7日 - 戦後巡幸にともない、昭和天皇が広島を訪問する[177]。市民より歓迎を受ける[178]。
- 1948年10月 - 広島流川教会の牧師谷本清が渡米。15カ月間に亘り31州256都市で広島の惨状を訴える講演活動を行う。
- 1949年8月6日 - 広島平和記念都市建設法が制定。復興への前進となる。
- 9月 - 広島市中央公民館に原爆参考資料陳列室が設置され、原爆瓦などの展示が始められる。
- 1951年 - 広島原爆傷害者更生会結成。同年11月に100メートルの道路が平和大通りと名付けられる。この時点では単なる荒野状態だった。
- 9月8日 - 日本国との平和条約（サンフランシスコ講和条約）が締結された。
- 10月 - 最初の被爆体験文集である『原爆の子〜広島の少年少女のうったえ』が刊行される。翌年には映画化され、初めて原爆投下を描いた劇映画となった。
- 10月 - 第6回国民体育大会において、昭和天皇と皇后が広島を訪問[179]。
- 1952年4月28日 - 日本国との平和条約が発効され、米英を中心とした連合国による日本の占領任務が終了。
- 8月6日 - これまで判明した57,902人分の原爆死没者名簿が初めて奉納される。
- 1954年 - 爆心地周辺が広島平和記念公園として整備。
- 1954年2月28日 - アメリカがビキニ環礁ナム島で水爆実験「キャッスルブラボー作戦」を行い、日本の漁船第五福竜丸等が被曝した。原水爆禁止運動が起こる。
- 1955年 - 平和記念資料館が開設。第1回原水爆禁止世界大会開催。原爆乙女らが最長1年半に渡り滞米、マウントサイナイ病院においてケロイドの治療を受ける。
- 1956年 - 日本原水爆被害者団体協議会（日本被団協）結成。援護法要望運動の開始。
- 1957年 - 原爆被爆者の医療等に関する法律（原爆医療法）が制定されたが、極めて限定的な内容。
- 1958年4月 - 広島復興大博覧会が開催される。
- 1958年5月5日 - 原爆症で死亡した佐々木禎子をモデルにした『原爆の子の像』が平和記念公園内に完成。
- 1960年、原爆医療法の改正。
- 1963年、東京地方裁判所が「原爆投下は当時の国際法に違反する」旨の判決。
- 1968年、原爆被爆者に対する特別措置に関する法律（被爆者特別措置法）が制定。
- 1975年10月31日 - 昭和天皇が記者会見で「この、原子爆弾が、投下されたことに対しては、遺憾には思ってますが、こういう、戦争中であることですから、広島市民に対しては気の毒であるが、やむを得ないことと、わたくしは思ってます」と述べた[180]。
- 1985年8月 - 中国共産党代表が広島平和記念公園で花輪を贈呈、『人民日報』が原爆投下を「米帝の暴行」として批判した。
- 1989年11月27日から12月2日、被爆45年周年を迎えるのを契機に、日本への原子爆弾投下に関わった第509混成部隊の関係者5人が広島市を訪問し、ケーブルテレビ番組が製作された。被爆者が入院している病院、広島平和記念資料館、爆心点にある島病院（現　島内科医院）などを訪問した[181][注 31]
- 1992年9月 - 広島市議会で原爆ドームの世界遺産リスト登録を求める意見書が採択。
- 1993年 - 原爆ドームの世界遺産化をすすめる会が発足。全国で165万人の署名を集め、国会請願を行う。
- 1994年 - 被爆者念願の被爆者援護法が戦後50年でようやく制定。
- 1995年6月 - 原爆ドームが文化財保護法の国の史跡に指定される。
- 1996年12月 - 原爆ドームが負の遺産としてユネスコの世界遺産に登録。
- 1999年 - 爆心地に近い袋町小学校の校舎の建て替え工事に当たる壁の検査をしていた時、壁が剥がれ落ち、そこに文字が発見された。それは被爆後、この校舎は鉄筋で立てられていたため校舎は焼け残り、被爆して怪我をした人の救援所になっており、そこにこの学校の教師が児童の安否を調べるために壁にチョークで伝言を書いたものだったと調査で分かった[注 32]。
- 2002年 - 被爆者を追悼する国立広島原爆死没者追悼平和祈念館が開館。
- 2005年 - 原爆の制作に携わったハロルド・アグニュー博士が広島を訪問し、被爆者との対談を行った。被爆者に「謝ってほしい」と言われた際「私は謝らない、こんな言葉がある。パールハーバー(真珠湾攻撃)を忘れるな」と発言した[182]
- 2007年11月1日 - エノラ・ゲイの機長だったポール・ティベッツが死去。
- 2010年8月6日 - 平和祈念式典に初めてアメリカ公式代表（ジョン・ルース駐日大使）が参列（献花なし）。大使館を通じて「未来のため、核兵器廃絶に向けて努力する」旨のコメントが出された。
- 2013年8月6日 - 広島市長（広島市公式見解）は平和宣言において、初めて核兵器を「絶対悪」と断じた。また併せて核の平和利用における事故と原爆被害との「混同」を否定、国民の暮らしと安全を最優先にした責任ある国のエネルギー政策を早期に構築し、実行することを求めた。
- 2014年7月28日 - 原爆投下時のエノラ・ゲイの乗組員で最後の生き残りであった航空士のセオドア・ヴァン・カークが死去した。
- 2016年4月10日 - G7広島外相会合において、ジョン・ケリー国務長官がアメリカの現役閣僚として初の訪問となった。
- 2016年5月27日 - バラク・オバマの広島訪問：原爆を投下した唯一の核兵器使用国の国家元首として、バラク・オバマ大統領が広島を訪問し献花。現職のアメリカ大統領が被爆地へ訪れることは初の出来事である。また、安倍晋三首相と共同平和宣言を行った。
- 2019年11月27日 - ローマ教皇フランシスコが来日、長崎の平和公園と広島平和記念公園で献花と黙祷、演説を行った[183][184]。
- 2023年5月19-21日 - 第49回先進国首脳会議（G7広島サミット）が開催。主要7か国の首脳が広島を訪問し、平和記念資料館を視察したほか、原爆死没者慰霊碑に献花した。

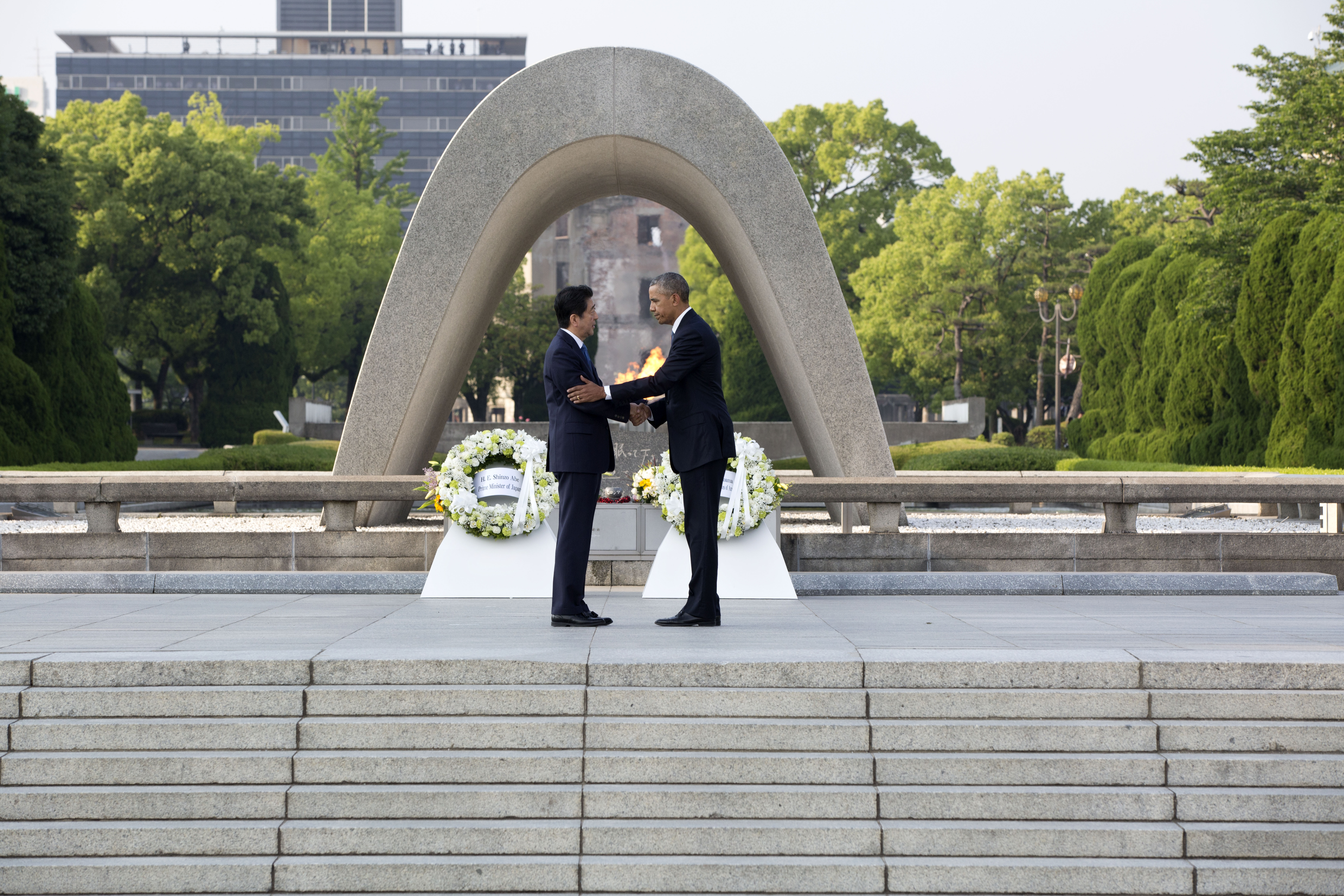
原爆死没者慰霊碑での安倍晋三首相とバラク・オバマ大統領（2016年5月27日）
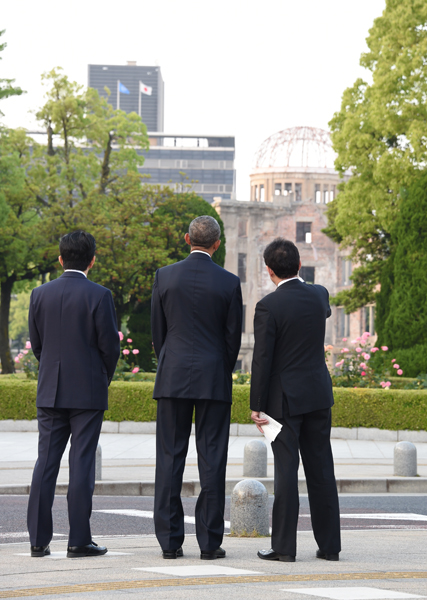
原爆ドームを見る安倍首相（左）とオバマ大統領（中央）、岸田文雄外務大臣[注 33]（右、2016年5月27日）
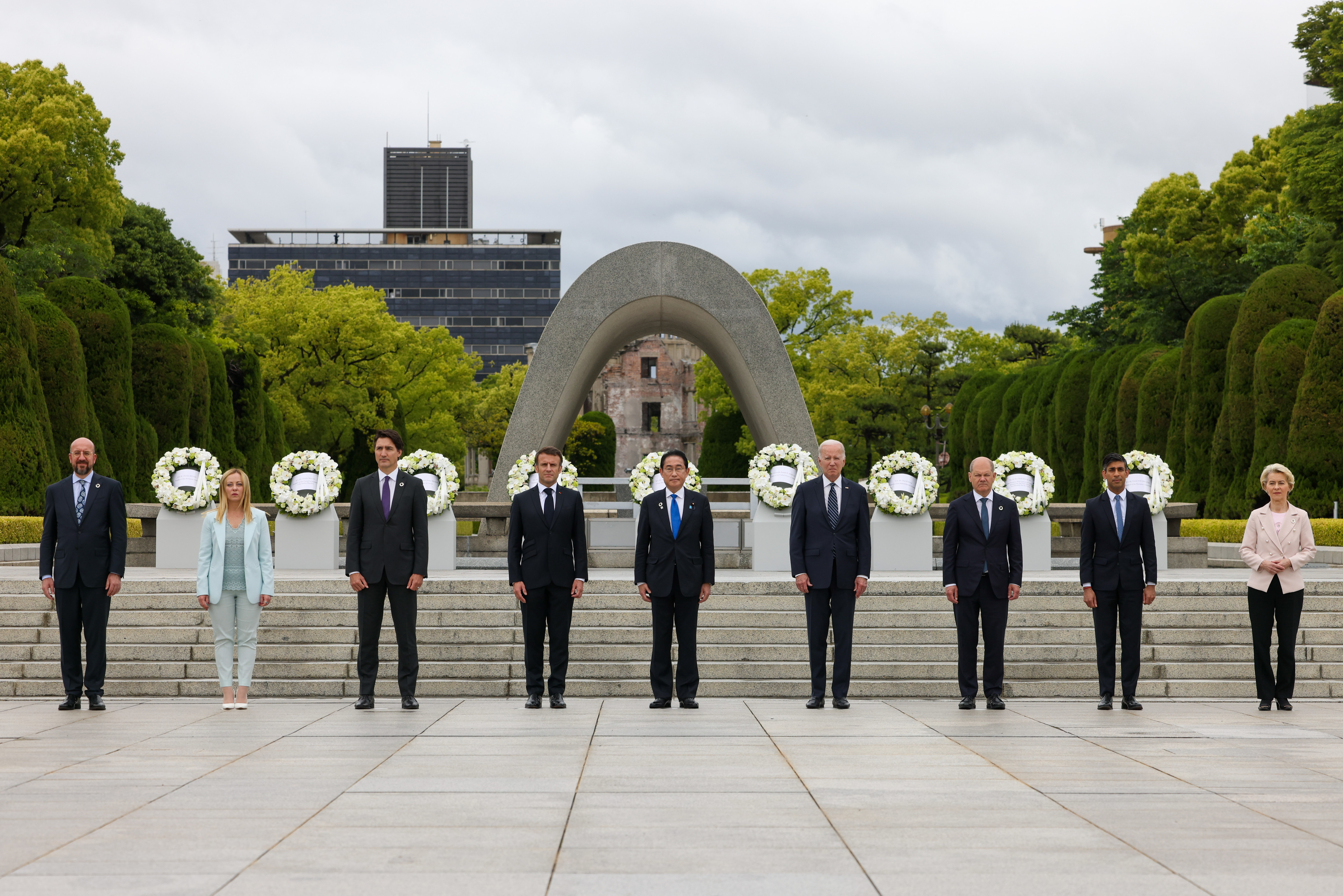
G7広島サミットで原爆死没者慰霊碑に献花した各国首脳。中央が岸田文雄首相（2023年5月19日）

## 広島原爆をテーマとした作品

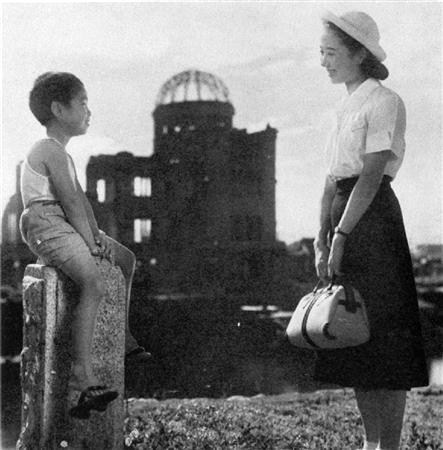
『原爆の子』 新藤兼人監督作品
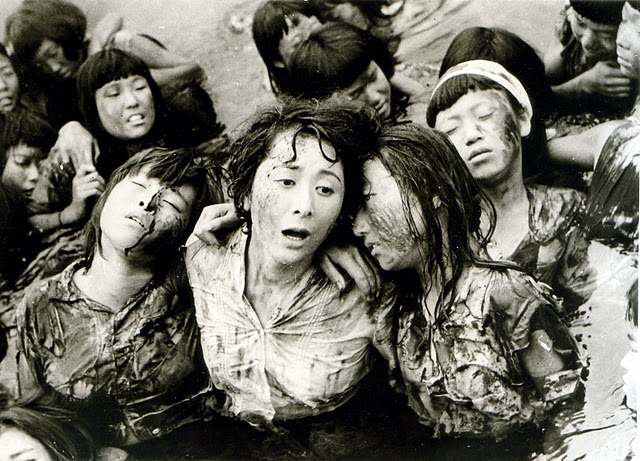
『ひろしま』 関川秀雄監督作品

## 「忘れてはならない日」
上皇明仁は沖縄慰霊の日（6月23日）、広島原爆の日（8月6日）、長崎原爆の日（8月9日）、終戦記念日（8月15日）を「忘れてはならない日」として挙げ、宮内庁ホームページには「忘れてはならない4つの日」として掲載されている。